# Юань женьміньбі
Юань реньмінбі (кит. 元人民币, пін. Yuán rénmínbì)  часто китайський юань або просто юань— офіційна валюта Китайської Народної Республіки з 1948 року, емісію якої здійснює Народний банк Китаю. 1 юань ділиться на 10 цзяо та 100 финів, На сьогодні в обігу перебувають банкноти номіналом 1, 5, 10, 20, 50 і 100 юаней; монети номіналом 1 юань, 1, 2 і 5 финів та 1 і 5 цзяо. У повсякденній мові при позначенні ціни замість слова «юань» також уживається куай (块), а замість «цзяо» — мао (毛). Після грошової реформи 1948 року юань став іменуватися як «женьміньбі» («renminbi»), що у перекладі з китайської означає «народні гроші», хоча він задовго до цього існував як грошова одиниця на території Китаю.

## Етимологія
Слово юань буквально означає «круглий об'єкт» або «кругла монета». Так називалися круглі срібні монети династії Цін.
Так само, як і для позначення чисел, існують дві форми символу юаня — звичайний запис (元) і складніший формальний запис (圓 або 圆), використовуваний у фінансових документах для запобігання підробкам і помилкам. Останнім часом у КНР також використовується символ Ұ (Y з однією горизонтальною рискою). У Гонконзі та Макао зазвичай використовується символ долара ($).
Назви валют Японії (єна, yen) і Корєї (вона, won) походять від слова юань і раніше використовували той же символ 圓. У Японії він спростився до 円, а в Кореї (як у КНДР, так і в Південній Кореї) в наш час[коли?] повсюдно використовується запис за допомогою хангиль: 원.

## Історія

### Передумови
Перші юані почали випускатися у вигляді срібних монет 1835 року. Проте основною грошовою одиницею в Китаї був срібний Лян, рівний 10 мао і 100 феням. Для крупніших платежів існували також срібні злитки-ямби (yuán bǎo) вагою до 50 лян. У сільській місцевості ходили стародавні мідні монети — цяні. При цьому, широке розповсюдження мали банкноти й монети різних іноземних держав.
Вперше головною грошовою одиницею Китаю юань став з 1889 року, коли була проведена грошова реформа і випущені банкноти, номіновані в юанях. Нова валюта мала замінити срібні монети ляни (у країні налічувалося близько 170 видів лянів з різним вмістом срібла) і бронзові цяні, а також широко поширені на території Китаю мексиканський песо, іспанський долар, торговий долар США, індійська рупія. Основною причиною реформи стала девальвація цянь.
Юань був прирівняний до мексиканського песо за курсом 1:1. Цянь продовжував використовуватись як розмінна грошова одиниця у відношенні до юаня за курсом 1000:1. Лян також використовувався в Китаї: до 1930 року для сплати мит, до 1933 року — для сплати податків.
6 квітня 1933 року був виданий закон про уніфікацію грошової системи, але фактично він не привів до встановлення єдиної валюти. Як і раніше широке розповсюдження мали гроші різних іноземних держав і місцеві гроші — маньчжурські юані в Північно-Східному Китаї, санги в Тибеті, сінцзянські юані і юані Внутрішньої Монголії та місцеві паперові гроші в інших провінціях. У Центральному і Східному Китаї з 1938 по 1943 рік в обігу знаходилися японські військові ієни.
З 1889 по 1935 роки в Китаї офіційний срібний вміст юаня складав близько 23 грамів чистого срібла. До 1935 року в Китаї фактично діяв срібний стандарт. Курс китайської валюти коливався залежно від світової ціни срібла. Згодом курс юаня відійшов від вартості срібла на світовому ринку у зв'язку з встановленням мита на срібло, що вивозилося з Китаю. 1935 року була проведена грошова реформа, срібні юані були вилучені і замінені паперовими — «фабі». Було оголошено про відмову від срібного стандарту і перехід до валюти на базі золота, але без фіксованого золотого змісту юаня. Надмірна паперово-грошова емісія з початку 1938 року призвела до інфляції. Якщо в 1935 році курс юаня до долара США становив 3,36 юаня за 1 долар, то в серпні 1946 року — 3350 юанів за долар.
19 серпня 1948 року уряд Гоміньдану оголосив про введення в Китаї нової валюти — золотого юаня із золотим змістом.
в 0,22217 г чистого золота і випущені нові паперові гроші — «золоті юані», на яких обмінювалися «фабі» (3 млн фабі на 1 «золотий юань»). Реформа проводилася на тлі успішної військової кампанії Гоміньдану проти комуністичних повстанців. Проте взимку 1948 року комуністи, які отримували допомогу з СРСР, змогли оговтатися від тимчасових невдач і перейти в контрнаступ. Це занапастило грошову реформу Гоміньдану. Уряд знову був поставлений перед необхідністю покривати військові витрати за рахунок знецінення золотого юаня. Лише протягом 1948 року інфляція становила 500 %. Спроба виправити становище шляхом примусового обміну золотих юанів на іноземну валюту та дорогоцінні метали навела тільки до погіршення ситуації — уряд Гоміньдану почав втрачати опору серед заможних класів, і надалі зазнав поразки.

### Запровадження «Народного юаня»
1948 року, після приходу до влади у Північному Китаї, комуністичний уряд на чолі з Мао Цзедуном, який, потребуючи твердої валюти, провів ще одну грошову реформу. 1 грудня того ж року вони створили Народний банк Китаю (НБК), який розпочав емісію нової валюти, так званого «женьміньбі» («народних грошей»). У міру возз'єднання районів Китаю, опанованих комуністичною Народно-визвольною армією Китаю, відбувалося злиття місцевих банків. З обороту вилучалися всі місцеві гроші, випущені у різних звільнених районах, і замінювалися банкнотами НБК — «женьміньбі» («народний юань», або «народні гроші»). Обмін старих грошей на женьміньбі завершився за рік після перемоги комуністів у громадянській війні. У країні булі заборонені приватна торгівля золотом та сріблом, обіг іноземної валюти, й введений суворий валютний контроль.
Після проголошення Мао Цзедуном 1 грудня 1949 року Китайської Народної Республіки (КНР), було взято курс на переорієнтацію від традиційної економічної моделі, заснованої на домашньому господарстві, до розвитку соціалістичного промислового комплексу, використовуючи прямий державний контроль. Китай став країною з командною економікою за зразком Радянського Союзу, який надав всеосяжну підтримку китайському уряду, зокрема технічну, технологічну та фінансову. Почалося відновлення економіки країни, яка перебувала у глибокому занепаді внаслідок Другої світової та громадянської воєн.
Ще восени 1949 року влада КНР зіткнулась із гіперінфляцією, з квітня цього року обсяг емісії юанів збільшився з 60,7 млрд юанів у квітні до 4,91 трлн юанів у березні 1950-го. З січня 1949-го по лютий 1950 року індекс оптових цін в юанях у 13 великих містах країни збільшився в 91 раз в юанях. Збільшувалися номінали банкнот, які створювали незручності для товарно-розрахункових операцій, якщо протягом грудня 1948-го — літа 1949 року були випущені банкноти номіналом від 1 до 200 юанів, то з осені 1949-го і до грудня 1953 року в обігу з'явилися номінали від 500 до 50000 юанів. Надалі НБК довелося приймати міри щодо подолання інфляції. Була проведена централізація фінансової діяльності у країні, торгівлі, заготівель і розподілу метеріальних ресурсів, запроваджена єдина система зарплати, ціноутворення, розроблені баланси доходів та витрат. Грошовий обіг ще більше зміцнився після грошової реформи, основною метою якої була зміна масштабу цін в країні. У період з 1 березня до 30 квітня 1955 року проводився обмін старих грошей на нові у співвідношені 10000:1. 1 юань став ділитися на 10 цзяо та 100 финів. В обіг були запровджені банкноти нового зразка номіналом від 1 до 10 юанів; розмінни банкноти в 1, 2 і 5 финів та 1, 2 і 5 цзяо; та монети в 1, 2 і 5 финів. В ході реформи золотий вміст юаня не був встановлений. В умовах командної економіки держава фіксувала обмінний курс юаня на сильно завищеному рівні в рамках стратегії імпортозаміщення, який станом на 1953 рік 2,46 юаня за 1 долар США, така стратегія зберігалася аж до кінця 1970-х років. Завищений курс дозволяв уряду постачати імпортні машини та обладнання пріоритетним галузям за нижчою вартістю національної валюти, ніж це було б можливо в іншому випадку.
Процес зміцнення грошового обігу КНР, розпочатий у першій половині 1950-х років був нивельований мірами, де відповідно до теорії «безтоварного» соціалістичного виробництва протягом 1958—1976 років різко обмежувалася сфера товарно-грошових відносин, що привело до широкого росповсюдження натуралізації господарських зв'язків. Крім цього, уряд колишньої Китайської Республіки на чолі з Чан Кайші, який після програшу в громадянській війні переїхав на Тайвань, проводив економічну диверсію проти КНР, розповсюджуючи на її території фальшиві юані. Щоб зменшити негативні наслідки появи фальшивих банкнот, у середині 1960-х років був припинений випуск номіналів у 3, 5 і 10 юанів зразка 1950-х років. Натомість у другій половині 1960-х років ці номінали поступово запроваджувалися в обіг у вигляді нової серії банкнот, де були відсутні купюри у 3 юані та розмінні у финях. У червні 1969 року «народних гроші» отримали своє офіційне латинське найменування «Renminbi».
Починаючи з 1970-х років в грошовому обігу КНР сформувалася хронічна невідповідність обсягу грошової маси потребам товарного і платіжного обороту в грошах, що періодично викликало зростання цін. У зв'язку з погіршенням фінансово-економічного становища, держава збільшила масштаби грошової емісії. Серед мір, які застосовувались для стабілізації грошового обігу, держава широко практикувала залучення грошових коштів населення в ощадкаси. Також, неоднократно застосовувались спроби обмежити необгрунтоване зростання фонду заробітної плати, скоротити грошову емісію, збільшити виробництво споживчих товарів, розширити галузь торгівлі та послуг.

### Юань після економічних реформ Ден Сяопіна
1978 року з приходом до влади Ден Сяопіна та Ху Яобана був взятий курс на побудову нової економічної системи із китайською специфікою, де планова економіка була доповнена ринковою. 
В ході реформи сформувався подвійний режим обмінного курсу: для міжнародних розрахунків використовувався офіційний курс, який 1980 року становив 1,49 юаня за 1 долар, при розрахунках у Китаї використовувався ринковий курс. З жовтня 1980 року Держрада ухвалила, що частина торгової та неторгової виручки може залишатися за підприємствами або передаватися місцевій владі, після продажу підприємством відповідної частини виручки державі. Водночас, у жовтні 1980 року було створено валютний ринок свопів, на яких вільно торгувалася за ринковим курсом іноземна валюта. Таке нововведення стало доповненням до єдиної системи планового розподілу, що позитивно позначилося на збільшенні експортних операцій. Для стимулювання експорту, починаючи з 1980 року — і до 1990-х років, проводилася серія контрольованих девальвацій юаня. Була введена система, з якою місцева влада могла залишати значну частину своєї виручки для продення імпорту. Юридичним і фізичним особам дозволили відкривати депозити в американських і гонконзьких доларах, німецьких марках, фунтах стерлінгах і єнах. Також з 1980 року операції з іноземними туристами здійснювали переважно з використанням валютних сертифікатів, що випускалися Банком Китаю номіналом від 1 до 100 юанів.
Завдяки проведеним реформам, до 1987 року ВВП КНР перевищив показник 1978 року у 3,3 разу й у 10,49 разів показник 1962 року. Максимальна номінальна вартість третьої серії банкнот, що становила 10 юанів — виявилася замалою для задоволення потреб грошового обігу та транзакцій. З 1987 року в обіг запроваджувалася четверта серія банкнот, у якій максимальна номінальна вартість була збільшена до 50 і 100 юанів.
1988 року уряд вжив заходів для продовження розвитку валютного ринку свопів, які давали можливість експортерам переводити свою валютну виручку в юані за вигіднішим курсом. Всі ці міри, спрямовані на стимулюваання експорту сприяли зростанню конвертованості юаня. 

### Юань після валютної реформи 1994 року
Завдяки використанню своп-центрів обмінний курс зрештою було доведено до більш реалістичного рівня, який 1994 року складав 8,27 юаней за 1 долар США. Однак в міру розширення масштабів торгівлі на ринку валютних свопів почали проявлятися його недоліки. Обсяг валютних операцій на приватному ринку свопів поступово перевищив обсяг операцій на офіційному ринку. До 1993 року понад 80 % валютних операцій здійснювалося на ринку свопів. Офіційний обмінний курс в основному підтримувався на рівні близько 5,8, тоді як курс юаня до долара США на ринку свопів одного разу перевищив 11. В умовах валютного контролю величезна різниця в обмінних курсах між двома ринками призвела до нестримного зростання корупції, спрямованої на отримання ренти.
Тому потрібно було створити всекитайську єдину систему валютного ринку, за якої системі слід було запровадити однакові правила та ціни, а всі іноземні валюти продавати на одному ринку. У результаті проведеної 1994 року реформи валютної системи: скасовано подвійний режим обмінного курсу, введено єдиний та керований плаваючий режим обмінного курсу юаня на підставі ринку; скасовано систему утримання частини валютної виручки, продаж валютної виручки та купівлі валюти дозволено лише у банку; поступово реалізовувалася конвертованість юаня за поточними рахунками; була створена китайська валютна торгова система та єдиний міжбанківський валютний ринок.
В ході реформи того ж року було виведено з обігу валютообмінні сертифікати. З січня 1994 року у Китаї формально запровадили єдиний і керований плаваючий режим обмінного курсу виходячи з попиту та пропозиції ринку, у якому Народний банк Китаю допускав коливання курсу юаня у межах встановленого валютного коридору. Проте юань зберігав абсолютну прив'язку до американського долара.
Якщо до 1994 року юань не був конвертованою валютою і використовувався лише на території материкового Китаю, то в результаті реформи він вийшов на світовий валютний ринок, став частково конвертованою валютою за потоковими банковими рахунками, не по рахунках руху капіталу. Всі конверсійні операції з капіталом мали отримати схвалення адміністрації валютного контролю для свого вчинення. З 1996 року було дозволено повну вільну конвертацію юаня в іноземні валюти на проведення поточних платежів. Тим не менш, частково через азійську фінансову кризу, що сталася 1998 року, уряд КНР вирішив, що фінансова система материкового Китаю не зможе стримати стрімкого відтіку спекулятивного капіталу за кордон, і боючись у зв'язку з цим небезпеки девальвації юаня його курс став фіксованим, і як результат — повна конвертованість все ще залишалася метою, якої потрібно було досягти.
Станом на 2013 рік юань є конвертованим на поточних рахунках, але не на рахунках капіталу. Продовжилося намагання зробити юань повністю конвертованим. Однак, частково у відповідь на азіатську фінансову кризу 1998 року, Китай був стурбований тим, що китайська фінансова система не зможе впоратися з потенційним швидким транскордонним рухом гарячих грошей, і, як наслідок, з 2012 року валюта торгується у вузькому діапазоні, визначеному центральним урядом Китаю.

### Інтернаціоналізація та цифровізація юаня
Після фінансової кризи 2007—2009 років почався процес перетворення юаня на міжнародну торгову валюту, а у 2008—2009 роках почалися перші кроки з інтернаціоналізації юаня. Тоді низці підприємств та компаній було дозволено використовувати юань у торгівлі з Гонконгом (Сянган), Макао (Аоминь), країнами АСЕАН. У середині 2009 року право використовувати юані у зовнішньоторговельних угодах мали лише 365 компаній, а наприкінці 2010 року їхня кількість зросла до 76359. Наприкінці 2013 – на початку 2014 років юань обійшов євро за масштабами платежів, які обслуговують міжнародну торгівлю, і посів друге місце після долара США. Тоді як позиції юаня у загальних міжнародних оборотах валют у світі були набагато скромніші. Крім обслуговування торгівлі товарами та послугами китайська валюта використовуються для обміну на інші валюти (валютний ринок) та для різноманітних кредитних та інвестиційних угод (фондовий та інші фінансові ринки). 2004 року юань знаходився лише на 35-му рядку серед валют за загальним обсягом міжнародних оборотів, то на початку 2012 року він піднявся на 13 місце. На початку 2014 року китайська валюта вийшла вже на 7 місце, випередивши, зокрема, швейцарський франк.
Запуск Шанхайсько-Гонконгської фондової біржі (SSE і HKEx) у листопаді 2014 року ознаменував собою перехід Китаю на наступний етап інтернаціоналізації. У січні Інтернаціоналізація юаня і реформи валютного обміну (FX) у Китаї швидко розвиваються, протягом наступних кількох років очікувалося досягнення повної конвертованості.
Після інтернаціоналізації юаня, 30 листопада 2015 року, МВФ проголосував за включення юаня до основних світових валют, включивши його в кошик спеціальних прав запозичення (СДР). 1 жовтня 2016 року юань став першою валютою ринку, що розвивається, включеною в кошик СДР МВФ. Іншими основними світовими валютами є долар, євро, фунт стерлінгів та єна.
Крім цього, з 2014 року Китай працював над запровадженням цифрового юаня (Digital Currency Electronic Payment, DCEP), різновиду електронних грошей, створених на основі технології блокчейн. Валюта є такою самою, як і звичайний юань, але існує тільки в цифровому вигляді.
Останніми роками юань показує найкращі результати у міжнародних платежах: до кінця 2023 року його частка в глобальних платежах через SWIFT досягла 4,6%, обігнавши японську єну. У жовтні 2023 року юань уперше змістив євро з другого місця в розрахунках SWIFT, виключаючи платежі в єврозоні. Станом на 2025 рік юань займав п'яте місце у світі за кількістю розрахунків у системі SWIFT, проте статусу вільноконвертованих валют йому все ще не вдалося досягнути.

## Банкноти
З 1948 року й до сьогодні загалом вийшло 5 серій банкнот китайського юаня. Банкноти містять підписи Голови Народного банку Китаю та його заступника. Номінал та слово «Народний банк Китаю» пишеться п'ятьма мовами Китаю: китайською (піньїнь), монгольською, уйгурською, тибетською та чжуанською.

### Банкноти зразка 1948—1953 років (1 серія)
Перша серія банкнот юанів була введена в обіг під час громадянської війни в Китаї новоствореним Народним банком Китаю 1 грудня 1948 року, за десять місяців до заснування самої Китайської Народної Республіки (КНР). Серію випустили з метою уніфікації та заміни різних валют у китайських регіонах, що перебували під контролем комуністів, а також валюти націоналістичного уряду. Написи у ієрогліфах банкнот створив каліграф Дун Біву.
Через складну політичну обстановку в Китаї, перша серія була досить «хаотичною» за змістом, де кожен номінал був представлений двома-шістьма банкнотами різного дизайну. Оформлення банкнот було представлено темами сільського господарства, промисловости, транспорту, споруд, пам'яток архітектури тощо. Розробниками дизайну стали Ван Іцзю і Шень Найюн.
Між 1948—1953 роками вийшло 12 номіналів банкнот: 1, 5, 10, 20, 50, 100, 200, 500, 1000, 5000, 10 000 і 50 000 юанів, загалом 62 варіантів дизайну. Їх офіційно вилучили з обігу протягом різних дат між 1 квітня—10 травня 1955 року, в ході ревальвації юаня, де банкноти першої серії (яку називали «старою валютою») були обміняні на банкноти другої серії («нової валюти») за курсом 10 000 : 1 відповідно.
| Банкноти 1948—1953 років випуску | Банкноти 1948—1953 років випуску | Банкноти 1948—1953 років випуску | Банкноти 1948—1953 років випуску | Банкноти 1948—1953 років випуску | Банкноти 1948—1953 років випуску                                         | Банкноти 1948—1953 років випуску         | Банкноти 1948—1953 років випуску | Банкноти 1948—1953 років випуску |
| Аверс                            | Реверс                           | Номінал (юанів)                  | Розміри (мм)                     | Кольори                          | Аверс                                                                    | Реверс                                   | Введення                         | Вилучення                        |
| -------------------------------- | -------------------------------- | -------------------------------- | -------------------------------- | -------------------------------- | ------------------------------------------------------------------------ | ---------------------------------------- | -------------------------------- | -------------------------------- |
|                                  |                                  | 1                                | 113 × 54                         | Синьо-коричневий                 | Робітники і фермери                                                      | Візерункові орнаменти і номінал          | 10 січня 1949                    | 1955                             |
|                                  |                                  | 1                                | 116 × 56                         | Фіолетовий                       | Завод                                                                    | Візерункові орнаменти і номінал          | Серпень 1949                     | 1955                             |
|                                  |                                  | 5                                | 116 × 56                         | Зелений                          | Пастух з отарою овець                                                    | Візерункові орнаменти і номінал          | 23 лютого 1949                   | 1955                             |
|                                  |                                  | 5                                | 116 × 56                         | Синьо-зелений                    | Вітрильники                                                              | Візерункові орнаменти і номінал          | 10 січня 1949                    | 1955                             |
|                                  |                                  | 5                                | 127 × 60                         | Синій                            | Віл та фермер з возом, запряжений конем                                  | Візерункові орнаменти і номінал          | Липень 1949                      | 1955                             |
|                                  |                                  | 5                                | 116 × 56                         | Коричневий                       | Ткачі                                                                    | Візерункові орнаменти і номінал          | Серпень 1949                     | 1955                             |
|                                  |                                  | 10                               | 121 × 65                         | Зелений                          | Фермери, зайняті зрошенням поля і завод                                  | Візерункові орнаменти і номінал          | 1 грудня 1948                    | 1955                             |
|                                  |                                  | 10                               | 122 × 65                         | Червоно-коричневий               | Фермери під час оранки поля та пиляння деревини                          | Візерункові орнаменти і номінал          | 23 лютого 1949                   | 1955                             |
|                                  |                                  | 10                               | 122 × 64                         | Коричневий                       | Залізнична станція                                                       | Візерункові орнаменти і номінал          | 25 травня 1949                   | 1955                             |
|                                  |                                  | 10                               | 121 × 64                         | Сірий                            | Робітники і фермери                                                      | Пагода                                   | Серпень 1949                     | 1955                             |
|                                  |                                  | 20                               | 121 × 64                         | Коричневий                       | Фермер з віслюками біля заводу і залізнична станція                      | Візерункові орнаменти і номінал          | 1 грудня 1948                    | 1955                             |
|                                  |                                  | 20                               | 120 × 64                         | Синьо-зелений                    | Робітники, що штовхають вагонетку на заводі                              | Візерункові орнаменти і номінал          | 23 лютого 1949                   | 1955                             |
|                                  |                                  | 20                               | 124 × 64                         | Синьо-сірий                      | Буддійський павільйон пахощів на горі Ваньшоу та стадо волів біля берегу | Візерункові орнаменти і номінал          | Липень 1949                      | 1955                             |
|                                  |                                  | 20                               | 122 × 64                         | Зелений                          | Залізниця і завод                                                        | Візерункові орнаменти і номінал          | Серпень 1949                     | 1955                             |
|                                  |                                  | 20                               | 121 × 63                         | Фіолетово-коричневий             | Вітрильники і заводський потяг                                           | Візерункові орнаменти і номінал          | Серпень 1949                     | 1955                             |
|                                  |                                  | 20                               | 120 × 62                         | Синій                            | Фермери за працею у полі                                                 | Візерункові орнаменти і номінал          | Вересень 1949                    | 1955                             |
|                                  |                                  | 20                               | 125 × 63                         | Фіолетово-сірий                  | Буддійський павільйон пахощів на горі Ваньшоу та стадо волів біля берегу | Візерункові орнаменти і номінал          | Жовтень 1949                     | 1955                             |
|                                  |                                  | 50                               | 133 × 70                         | Зелено-коричневий                | Селюк у полі і вагонетка на заводі                                       | Візерункові орнаменти і номінал          | 1 грудня 1948                    | 1955                             |
|                                  |                                  | 50                               | 132 × 70                         | Червоно-синій                    | Залізнична станція з поїздами і міст                                     | Вантажівка, на дорозі                    | 10 лютого 1949                   | 1955                             |
|                                  |                                  | 50                               | 133 × 69                         | Синьо-червоний                   | Залізнична станція з поїздами і міст                                     | Вантажівка, на дорозі                    | 10 червня 1949                   | 1955                             |
|                                  |                                  | 50                               | 134 × 70                         | Помаранчевий                     | Робітник і фермер                                                        | Візерункові орнаменти і номінал          | Серпень 1949                     | 1955                             |
|                                  |                                  | 50                               | 135 × 67                         | Синьо-коричневий                 | Залізниця                                                                | Візерункові орнаменти і номінал          | 20 березня 1949                  | 1955                             |
|                                  |                                  | 50                               | 133 × 70                         | Зелено-фіолетовий                | Дорожній трактор                                                         | Візерункові орнаменти, номінал і віслюки | 3 жовтня 1949                    | 1955                             |
|                                  |                                  | 50                               | 135 × 67                         | Синьо-коричневий                 | Залізниця                                                                | Візерункові орнаменти і номінал          | Квітень 1949                     | 1955                             |
|                                  |                                  | 100                              | 132 × 69                         | Червоно-коричневий               | Фермери під час оранки поля і завод                                      | Візерункові орнаменти і номінал          | 10 січня 1949                    | 1955                             |
|                                  |                                  | 100                              | 132 × 69                         | Фіолетовий                       | Завод і залізнична станція                                               | Візерункові орнаменти і номінал          | 5 лютого 1949                    | 1955                             |
|                                  |                                  | 100                              | 132 × 69                         | Зелений                          | Гора Довголіття з пагодами                                               | Залізниця                                | 5 лютого 1949                    | 1955                             |
|                                  |                                  | 100                              | 132 × 69                         |                                  | Гора Довголіття з пагодами                                               | Залізниця                                |                                  | 1955                             |
|                                  |                                  | 100                              | 132 × 68                         | Червоно-коричневий               | Заводи                                                                   | Візерункові орнаменти і номінал          | 20 березня 1949                  | 1955                             |
|                                  |                                  | 100                              | 132 × 68                         | Фіолетовий                       | Міст Бейхай і пагоди                                                     | Візерункові орнаменти і номінал          | 25 березня 1949                  | 1955                             |
|                                  |                                  | 100                              | 135 × 70                         | Коричнево-червоний               | Міст Бейхай і пагоди                                                     | Візерункові орнаменти і номінал          | Липень 1949                      | 1955                             |
|                                  |                                  | 100                              | 134 × 70                         | Червоний                         | Корабель у порту                                                         | Візерункові орнаменти і номінал          | Серпень 1949                     | 1955                             |
|                                  |                                  | 100                              | 135 × 70                         | Фіолетово-зелений                | Фермери з віслюками біля заводу                                          | Візерункові орнаменти і номінал          | 5 листопада 1949                 | 1955                             |
|                                  |                                  | 100                              | 132 × 69                         | Фіолетовий                       | Вітрильники                                                              | Візерункові орнаменти і номінал          | 20 січня 1950                    | 1955                             |
|                                  |                                  | 200                              | 132 × 70                         | Фіолетово-коричневий             | Літній палац                                                             | Візерункові орнаменти і номінал          | 20 березня 1949                  | 1955                             |
|                                  |                                  | 200                              | 132 × 70                         | Палац Пайюнь                     | Коричневий                                                               | Візерункові орнаменти і номінал          | 9 травня 1949                    | 1955                             |
|                                  |                                  | 200                              | 132 × 70                         | Сірий                            | Велика китайська стіна                                                   | Візерункові орнаменти і номінал          | Серпень 1949                     | 1955                             |
|                                  |                                  | 200                              | 132 × 70                         | Коричневий                       | Цех металургійного заводу                                                | Візерункові орнаменти і номінал          | Вересень 1949                    | 1955                             |
|                                  |                                  | 200                              | 132 × 70                         | Сірий                            | Фермери у полі                                                           | Візерункові орнаменти і номінал          | 20 жовтня 1949                   | 1955                             |
|                                  |                                  | 500                              | 133 × 70                         | Коричнево-сірий                  | Село                                                                     | Візерункові орнаменти і номінал          | 10 вересня 1949                  | 1955                             |
|                                  |                                  | 500                              | 133 × 70                         | Сіро-коричневий                  | Ворота Чжен'ян                                                           | 10 вересня 1949                          |                                  | 1955                             |
|                                  |                                  | 500                              | 133 × 70                         | Коричневий                       | Кран                                                                     | 3 жовтня 1949                            |                                  | 1955                             |
|                                  |                                  | 500                              | 133 × 70                         | Сірий                            | Трактор під час оранки поля                                              | 20 жовтня 1949                           |                                  | 1955                             |
|                                  |                                  | 500                              | 133 × 70                         | Коричневий                       | Фермери під час оранки поля                                              | 1 квітня 1951                            |                                  | 1955                             |
|                                  |                                  | 500                              | 133 × 70                         | Коричневий                       | Пагода                                                                   | 1 жовтня 1951                            |                                  | 1955                             |
|                                  |                                  | 1000                             | 134 × 70                         | Сіро-червоний                    | Фермер під час оранки поля                                               | Храм                                     | 3 жовтня 1949                    | 1955                             |
|                                  |                                  | 1000                             | 134 × 70                         | Сірий                            | Фермер під час оранки поля                                               | Візерункові орнаменти і номінал          | 3 жовтня 1949                    | 1955                             |
|                                  |                                  | 1000                             | 134 × 70                         | Сірий                            | Трактори під час оранки поля                                             | Селянин                                  | 15 листопада 1949                | 1955                             |
|                                  |                                  | 1000                             | 134 × 70                         | Сірий                            | Завод і фермер під оранки поля                                           | Корабель                                 | 23 грудня 1949                   | 1955                             |
|                                  |                                  | 1000                             | 134 × 70                         | Сірий                            | Міст через річку Цяньтан                                                 | Візерункові орнаменти і номінал          | 20 січня 1950                    | 1955                             |
|                                  |                                  | 1000                             | 134 × 70                         | Зелений                          | Стадо коней                                                              | Візерункові орнаменти і номінал          | 1 жовтня 1951                    | 1955                             |
|                                  |                                  | 5000                             | 140 × 75                         | Сіро-зелений                     | Культиватор на полі                                                      | Візерункові орнаменти і номінал          | 20 січня 1950                    | 1955                             |
|                                  |                                  | 5000                             | 140 × 75                         | Сіро-коричневий                  | Трактор під час оранки поля і завод                                      | Візерункові орнаменти і номінал          | 20 січня 1950                    | 1955                             |
|                                  |                                  | 5000                             | 140 × 75                         | Сірий                            | Верблюд біля юрт                                                         | Візерункові орнаменти і номінал          | 17 травня 1951                   | 1955                             |
|                                  |                                  | 5000                             | 140 × 75                         | Коричнево-сірий                  | Отака овець                                                              | Візерункові орнаменти і номінал          | 1 жовтня 1951                    | 1955                             |
|                                  |                                  | 5000                             | 140 × 75                         | Коричнево-сірий                  | Залізничний міст через річку Вей                                         | Візерункові орнаменти і номінал          | 25 вересня 1953                  | 1955                             |
|                                  |                                  | 10 000                           | 140 × 75                         | Сіро-коричневий                  | Корабель                                                                 | Візерункові орнаменти і номінал          | 20 січня 1950                    | 1955                             |
|                                  |                                  | 10 000                           | 140 × 75                         | Коричнево-сірий                  | Фермери під час оранки поля                                              | Пастух, що випасає худобу                | 20 січня 1950                    | 1955                             |
|                                  |                                  | 10 000                           | 140 × 75                         | Коричневий                       | Стадо коней                                                              | Віньєтки                                 | 17 травня 1951                   | 1955                             |
|                                  |                                  | 10 000                           | 140 × 75                         | Помаранчевий                     | Верблюди                                                                 | Віньєтки                                 | 1 жовтня 1951                    | 1955                             |
|                                  |                                  | 50 000                           | 140 × 75                         | Сірий                            | Ворота Сіньхуа                                                           | Трактор                                  | Грудень 1953                     | 1955                             |
|                                  |                                  | 50 000                           | 140 × 75                         | Сіро-коричневий                  | Комбайн під час жнив                                                     | Ливарники за працею                      | Грудень 1953                     | 1955                             |

### Банкноти зразка 1955 року (2 серія)
Головними дизайнерами другої серії був Ло Гунлю, віцепрезидент Центральної академії образотворчих мистецтв, та професор Чжоу Лінчжао. Ірогліфи «Народний банк Китаю» та номінал банкнот створені кіліграфом Ма Веньвеєм. Дизайни банкнот затверджував прем'єр-міністр Чжоу Еньлай. Спочатку на банкнотах пропонувалися розмістити портрети лідера Компартії Китаю, Мао Цзедуна, але він відхилив цю пропозицію.
Дизайн банкнот символізував собою соціалістичне будівництво під керівництвом Компартії у перші роки заснування КНР, її громадськість, та єднання усіх народів, що проживали на її території. У зв'язку з цим на банкнотах зображалися вантажівки, транспортні літаки, кораблі, трактори, поїзди, гідроелектростанції, архітектурні пам'ятки (площа Тяньаньмень, Пагода у Баотоу, гора Цзігуань, постаті робітників, селян тощо. Номінали у финях — не мали водяних знаків; водяні знаки цзяо та номіналів від 1 до 5 юаней — були представлені п'ятикутними зірками, а 10 юаней — Гербом КНР. При виготовленні финей та цзяо використовувався двосторонній офсетний друк, а юаней — металографічний (малюнки) та офсетний друк (тло банкнот).
Банкноти першого типу
| Банкноти 1955—1981 років випуску | Банкноти 1955—1981 років випуску | Банкноти 1955—1981 років випуску | Банкноти 1955—1981 років випуску | Банкноти 1955—1981 років випуску | Банкноти 1955—1981 років випуску                | Банкноти 1955—1981 років випуску | Банкноти 1955—1981 років випуску | Банкноти 1955—1981 років випуску | Банкноти 1955—1981 років випуску | Банкноти 1955—1981 років випуску |
| Аверс                            | Реверс                           | Номінал                          | Кольори                          | Розміри (мм)                     | Аверс                                           | Реверс                           | Введення                         | Початок вилучення                | Скасування                       |                                  |
| -------------------------------- | -------------------------------- | -------------------------------- | -------------------------------- | -------------------------------- | ----------------------------------------------- | -------------------------------- | -------------------------------- | -------------------------------- | -------------------------------- | -------------------------------- |
|                                  |                                  | 1 финь                           | Жовто-коричневий                 | 90 × 42                          | Вантажівка Jiefang CA-10                        | Герб КНР                         | 1 березня 1955                   | 1 липня 2003                     | 1 квітня 2007                    |                                  |
| 14 липня 1981                    |                                  | 1 финь                           | Жовто-коричневий                 | 90 × 42                          | Вантажівка Jiefang CA-10                        | Герб КНР                         |                                  | 1 липня 2003                     | 1 квітня 2007                    |                                  |
|                                  |                                  | 2 финя                           | Зелено-синій                     | 95 × 45                          | Літак Лі-2                                      | Герб КНР                         | 1 березня 1955                   | 1 липня 2003                     | 1 квітня 2007                    |                                  |
| 14 липня 1981                    |                                  | 2 финя                           | Зелено-синій                     | 95 × 45                          | Літак Лі-2                                      | Герб КНР                         |                                  | 1 липня 2003                     | 1 квітня 2007                    |                                  |
|                                  |                                  | 5 финів                          | Зелено-сірий                     | 100 × 47                         | Пароплав «Hailiao»                              | Герб КНР                         | 1 березня 1955                   | 1 липня 2003                     | 1 квітня 2007                    |                                  |
| 14 липня 1981                    |                                  | 5 финів                          | Зелено-сірий                     | 100 × 47                         | Пароплав «Hailiao»                              | Герб КНР                         |                                  | 1 липня 2003                     | 1 квітня 2007                    |                                  |
|                                  |                                  | 1 цзяо                           | Зелено-коричневий                | 115 × 52                         | Трактор                                         | Герб КНР                         | 1 березня 1955                   | 15 грудня 1967                   | 1 січня 1999                     |                                  |
|                                  |                                  | 2 цзяо                           | Зелено-сірий                     | 120 × 55                         | Локомотив                                       | Герб КНР                         | 1 березня 1955                   | 15 листопада 1971                | 1 січня 1999                     |                                  |
|                                  |                                  | 5 цзяо                           | Фіолетовий                       | 125 × 57                         | Гідроелектростанція                             | Герб КНР                         | 1 березня 1955                   | 15 листопада 1971                | 1 січня 1999                     |                                  |
|                                  |                                  | 1 юань                           | Червоно-фіолетовий               | 150 × 67                         | Брама небесного спокою                          | Герб КНР                         | 1 березня 1955                   | 20 жовтня 1969                   | 1 січня 1999                     |                                  |
|                                  |                                  | 2 юаня                           | Синій                            | 155 × 70                         | Пагода на горі Баота (Яньань, провінція Шеньсі) | Герб КНР                         | 1 березня 1955                   | Грудень 1976                     | 1 січня 1999                     |                                  |
|                                  |                                  | 3 юаня                           | Зелений                          | 160 × 72                         | Міст Лун'юанькоу у Юнсіні, провінція Цзянсі     | Герб КНР                         | 1 березня 1955                   | 15 квітня 1964                   | 15 травня 1964                   |                                  |
|                                  |                                  | 5 юанів                          | Червоно-коричневий               | 165 × 75                         | Єдність народів                                 | Герб КНР                         | 1 березня 1955                   | 15 квітня 1964                   | 15 травня 1964                   |                                  |
|                                  |                                  | 10 юанів                         | Блакитно-сірий                   | 210 × 85                         | Робітник та селянка                             | Герб КНР                         | 1 грудня 1957                    | 15 квітня 1964                   | 15 травня 1964                   |                                  |

Банкноти другого типу
З 1961 року у КНР друкувалися банкноти в 1 та 5 юанів другої серії, вони мали схожий із попередніми випусками дизайн, який істотно відрізнявся за забарвленням та малюнком. Цей тип банкнот знаходився в обігу до 1999 року.
| Банкноти 1961—1962 років випуску | Банкноти 1961—1962 років випуску | Банкноти 1961—1962 років випуску | Банкноти 1961—1962 років випуску | Банкноти 1961—1962 років випуску | Банкноти 1961—1962 років випуску | Банкноти 1961—1962 років випуску | Банкноти 1961—1962 років випуску | Банкноти 1961—1962 років випуску | Банкноти 1961—1962 років випуску | Банкноти 1961—1962 років випуску |
| Аверс                            | Реверс                           | Номінал                          | Кольори                          | Розміри (мм)                     | Аверс                            | Реверс                           | Введення                         | Початок вилучення                | Скасування                       |                                  |
| -------------------------------- | -------------------------------- | -------------------------------- | -------------------------------- | -------------------------------- | -------------------------------- | -------------------------------- | -------------------------------- | -------------------------------- | -------------------------------- | -------------------------------- |
|                                  |                                  | 1 юань                           | Чорний                           | 150 × 67                         | Брама Небесного Спокою           | Герб КНР                         | 25 березня 1961                  | 15 серпня 1973                   | 1 січня 1999                     |                                  |
|                                  |                                  | 5 юанів                          | Жовтий і коричневий              | 165 × 75                         | Єдність народів                  | Герб КНР                         | 20 квітня 1962                   | 1 грудня 1983                    | 1 січня 1999                     |                                  |

### Банкноти зразка 1962 року (3 серія)
З 20 квітня 1962 року в обіг випускалися банкноти третьої серії номінали в 1, 2 і 5 цзяо та 1, 2, 5 і 10 юаней. На першому десятку своєї розбудови КНР досягла певних успіхів у науці та техніці, у держави з'явилася можливість самотужки виробляти банкноти нового зразка, більш високого технологічного рівня, ніж попередня серія.
Оформлення банкнот третьої серії демонструвало основи національної економіки Китаю — сільське господарство та промисловость. У плані оформлення та технології друку — серія успадкувала традиції банкнот попереднього випуску. При їх виробництві використовувався металографічний та офсетний способи друку. Водяні знаки банкнот від 1 цзяо до 5 юаней були представлені п'ятикутними зірками, а 10 юаней — видом на площу Тяньаньмень. Головним дизайнером цієї серії став Ло Гунлю, а також п'ять інших художників: Чжоу Лінчжао, Чень Жоцзюй та його дружина, Хоу Імінь та Ден Шу. Автором ієрогліфів став Ма Веньвей.
Третю серію скасували як законний платіжний засіб лише через 38 років після запровадження, 1 липня 2000 року.
| Банкноти 1960—1972 років випуску | Банкноти 1960—1972 років випуску | Банкноти 1960—1972 років випуску | Банкноти 1960—1972 років випуску | Банкноти 1960—1972 років випуску | Банкноти 1960—1972 років випуску | Банкноти 1960—1972 років випуску | Банкноти 1960—1972 років випуску | Банкноти 1960—1972 років випуску | Банкноти 1960—1972 років випуску | Банкноти 1960—1972 років випуску |
| Аверс                            | Реверс                           | Номінал                          | Розміри (мм)                     | Колір                            | Аверс                            | Реверс                           | Рік друку                        | Введення                         | Вилучення                        | Скасування                       |
| -------------------------------- | -------------------------------- | -------------------------------- | -------------------------------- | -------------------------------- | -------------------------------- | -------------------------------- | -------------------------------- | -------------------------------- | -------------------------------- | -------------------------------- |
|                                  |                                  | 1 цзяо                           | 105 × 50                         | Червоно-бежевий                  | Утворення та виробництво         | Номінал, хризантема, герб КНР    | 1960                             | 20 квітня 1962                   | 20 листопада 1971                | 1 липня 2000                     |
|                                  |                                  | 1 цзяо                           | 105 × 50                         | Світло-бежевий                   | Утворення та виробництво         | Номінал, хризантема, герб КНР    | 1962                             | 31 жовтня 1966                   | 15 грудня 1967                   | 1 липня 2000                     |
|                                  |                                  | 1 цзяо                           | 105 × 50                         | Фіолетово-зелений                | Утворення та виробництво         | Номінал, хризантема, герб КНР    | 1962                             | 15 грудня 1967                   | 4 лютого 1992                    | 1 липня 2000                     |
|                                  |                                  | 2 цзяо                           | 110 × 50                         | Зелений                          | Уханьский міст через річку Янцзи | Номінал, півонія, герб КНР       | 1962                             | 15 квітня 1964                   | 4 лютого 1992                    | 1 липня 2000                     |
|                                  |                                  | 5 цзяо                           | 115 × 50                         | Фіолетово-жовтий                 | Текстильна фабрика               | Номінал, абрикос муме, герб КНР  | 1972                             | 5 січня 1974                     | 1 березня 1991                   | 1 липня 2000                     |
|                                  |                                  | 1 юань                           | 130 × 57                         | Червоно-фіолетовий               | Лян Цзюнь на тракторі            | Отара овець, герб КНР            | 1960                             | 20 жовтня 1969                   | 1 березня 1996                   | 1 липня 2000                     |
|                                  |                                  | 2 юаня                           | 135 × 59                         | Зелений                          | Токар за станком                 | Нафтобаза, герб КНР              | 1960                             | 15 квітня 1964                   | 1 березня 1991                   | 1 липня 2000                     |
|                                  |                                  | 5 юанів                          | 141 × 63                         | Коричнево-помаранчевий           | Сталевар                         | Вугільний кар'єр, герб КНР       | 1960                             | 20 жовтня 1969                   | 4 лютого 1992                    | 1 липня 2000                     |
|                                  |                                  | 10 юанів                         | 156 × 73                         | Синьо-червоний                   | Депутати ВСНП                    | Брама небесного спокою, герб КНР | 1965                             | 10 січня 1966                    | 1 березня 1996                   | 1 липня 2000                     |

### Банкноти зразка 1980 року (4 серія)
Четверта серія юаня вводилася в обіг Народним банком Китаю між 1987—1997 роками. При цьому роки друку на банкнотах (1980, 1990, 1996) не збігалися з датами їх введення в обіг. Серія складалася з банкнот номіналом: 1, 2 та 5 цзяо; 1, 2, 5, 10, 50 та 100 юаней. Розробниками дизайну була та ж сама команда художників, що і попередньої серії банкнот.
Концепція оформлення цієї серії полягала у демонстрації того, як під керівництвом Компартії Китаю різні народи країни об'єднувалися у побудові соціалізму китайського типу. Втіленням цієї концепції послужило таке оформлення: на купюрі 100 юаней зобразили чотирьох особистостей, які мали найбільше значення у побудові Китайської Народної Республіки: Мао Цзедуна, Чжоу Еньлая, Лю Шаоці та Чжу Де; а на банкноті 50 юаней зобразили представника інтелігенції, фермера та сталевара — характерні для китайської комуністичної пропаганди образи; на решті банкнот зобразили портрети представників 14 різних етнічних груп Китаю, насамперед етнічних меншин.
Також на лицевій стороні містився шрифт Брайля. Зворотній бік банкнот зображував мальовничі краєвиди Китаю, історичні місця, а також знамениті гори та річки. Крім цього банкноти прикрашали візерунки, виконані у китайській національній стилістиці, зокрема, фенікси, півонії, журавлі та сосни.
При виготовленні застосовувалися офсетний та металографічний друки. Були використані новітні технології боротьби з підробками. Водяні знаки у вигляді стародавніх монет на номіналах від 1 до 5 юаней, а портретів — на 50 і 100 юаней. Безбарвне флуоресцентне чорнило (може флуоресціювати в ультрафіолетовому світлі, було застосоване у випусках 50 і 100 юанів 1990 року); метамерне чорнило (змінює колір під впливом ультрафіолетового випромінювання); магнітне чорнило (номер банкноти). Номінали 50 і 100 юанів містили металеву захисну нитку.
22 березня 2018 року Народний банк Китаю оголосив про те, що з 30 квітня почнеться процес вилучення з обігу четвертої серії юаней. Винятком стали лише банкноти номіналом 1 та 5 цзяо, які продовжують знаходитися в обігу. Після цього банкноти обмінювалися у будь-якому відділенні банку до 30 квітня 2019 року.
| Банкноти 1980—1996 років випуску | Банкноти 1980—1996 років випуску | Банкноти 1980—1996 років випуску | Банкноти 1980—1996 років випуску | Банкноти 1980—1996 років випуску | Банкноти 1980—1996 років випуску                                                        | Банкноти 1980—1996 років випуску | Банкноти 1980—1996 років випуску | Банкноти 1980—1996 років випуску | Банкноти 1980—1996 років випуску | Банкноти 1980—1996 років випуску | Банкноти 1980—1996 років випуску |
| Зображення                       | Зображення                       | Номінал                          | Розміри (мм)                     | Основні кольори                  | Опис                                                                                    | Опис                             | Дата друку                       | Дата виходу                      | Дата вилучення                   | Дата обміну                      |                                  |
| Лицевий бік                      | Зворотній бік                    | Номінал                          | Розміри (мм)                     | Основні кольори                  | Лицевий бік                                                                             | Зворотній бік                    | Дата друку                       | Дата виходу                      | Дата вилучення                   | Дата обміну                      |                                  |
| -------------------------------- | -------------------------------- | -------------------------------- | -------------------------------- | -------------------------------- | --------------------------------------------------------------------------------------- | -------------------------------- | -------------------------------- | -------------------------------- | -------------------------------- | -------------------------------- | -------------------------------- |
|                                  |                                  | 1 цзяо                           | 115 × 52                         | Жовтий, зелений, коричневий      | Ліворуч-праворуч: представники народів гаошань та маньчжурів                            | Номінал, герб КНР                | 1980                             | 12 вересня 1988                  | в обігу                          | в обігу                          |                                  |
|                                  |                                  | 2 цзяо                           | 120 × 55                         | Зелений                          | Ліворуч-праворуч: представниці народів буї та Корейців                                  | Номінал, герб КНР                | 1980                             | 10 травня 1988                   | 30 квітня 2018                   | 30 квітня 2019                   |                                  |
|                                  |                                  | 5 цзяо                           | 125 × 58                         | Фіолетовий                       | Ліворуч-праворуч: представниці народів мяо та Чжуан                                     | Номінал, герб КНР                | 1980                             | 27 квітня 1987                   | в обігу                          |                                  |                                  |
|                                  |                                  | 1 юань                           | 140 × 63                         | Червоний                         | Ліворуч-праворуч: представниці народів яо та дун                                        | Великий китайський мур           | 1980                             | 10 травня 1988                   | 30 квітня 2018                   | 30 квітня 2019                   |                                  |
| 1990                             | 1 березня 1995                   | 1 юань                           | 140 × 63                         | Червоний                         | Ліворуч-праворуч: представниці народів яо та дун                                        | Великий китайський мур           |                                  |                                  | 30 квітня 2018                   | 30 квітня 2019                   |                                  |
| 1996                             | 1 квітня 1997                    | 1 юань                           | 140 × 63                         | Червоний                         | Ліворуч-праворуч: представниці народів яо та дун                                        | Великий китайський мур           |                                  |                                  | 30 квітня 2018                   | 30 квітня 2019                   |                                  |
|                                  |                                  | 2 юаня                           | 145 × 63                         | Зелений                          | Ліворуч-праворуч: представниці народів і і уйгурів                                      | Гора Наньшань                    | 1980                             | 10 травня 1988                   | 30 квітня 2018                   | 30 квітня 2019                   |                                  |
| 1990                             | 10 квітня 1996                   | 2 юаня                           | 145 × 63                         | Зелений                          | Ліворуч-праворуч: представниці народів і і уйгурів                                      | Гора Наньшань                    |                                  |                                  | 30 квітня 2018                   | 30 квітня 2019                   |                                  |
|                                  |                                  | 5 юанів                          | 150 × 70                         | Помаранчевий                     | Ліворуч-праворуч: представники народів хуей та тибетців                                 | річка Янцзи біля «Трьох ущелин»  | 1980                             | 22 вересня 1988                  | 30 квітня 2018                   | 30 квітня 2019                   |                                  |
|                                  |                                  | 10 юанів                         | 155 × 70                         | Сіро-синій                       | Ліворуч-праворуч: представники народів монголів та хань                                 | Гора Еверест                     | 1980                             | 22 вересня 1988                  | 30 квітня 2018                   | 30 квітня 2019                   |                                  |
|                                  |                                  | 50 юанів                         | 160 × 77                         | Жовтий, коричневий               | Ліворуч-праворуч: професор, селянка та робітник                                         | Водоспад Хукоу на річці Хуанхе   | 1980                             | 27 квітня 1987                   | 30 квітня 2018                   | 30 квітня 2019                   |                                  |
| 1990                             | 20 серпня 1992                   | 50 юанів                         | 160 × 77                         | Жовтий, коричневий               | Ліворуч-праворуч: професор, селянка та робітник                                         | Водоспад Хукоу на річці Хуанхе   |                                  |                                  | 30 квітня 2018                   | 30 квітня 2019                   |                                  |
|                                  |                                  | 100 юанів                        | 165 × 77                         | Фіолетовий                       | Учасники «Великого походу», ліворуч-праворуч: Чжу Де, Лю Шаоці, Чжоу Еньлай, Мао Цзедун | Місце початку Великого походу    | 1980                             | 27 квітня 1987                   | 30 квітня 2018                   | 30 квітня 2019                   |                                  |
| 1990                             | 20 серпня 1992                   | 100 юанів                        | 165 × 77                         | Фіолетовий                       | Учасники «Великого походу», ліворуч-праворуч: Чжу Де, Лю Шаоці, Чжоу Еньлай, Мао Цзедун | Місце початку Великого походу    |                                  |                                  | 30 квітня 2018                   | 30 квітня 2019                   |                                  |

### Банкноти зразка 1999—2005 років (5 серія)
П'ята серія юаня випускається в обіг Народним банком Китаю з 1 жовтня 1999 року, вона складається з номіналів 1, 5, 10, 20, 50 і 100 юанів. Вона була введена з нагоди 50-річчя заснування КНР. У порівнянні з четвертою серією, у юанях цього випуску були посилені заходи щодо боротьби з підробками та покращено машинозчитуваність.
Особливістю серії стала присутність на аверсі всіх номіналів портрету ЦК Компартії Китаю Мао Цзедуна, через що у народі вона отримала назву «Мао Цзедун». Автором оригінального варіанта портрета був Лю Веньсі. Тло банкнот прикрашене квітковим орнаментом, зокрема: квітами сливи, хризантемами, лотосами, трояндми, нарцисами та орхідеями. Реверс банкнот містив зображення архітектурних і природних пам'яток, зокрема: Великої народної зали, храму Потала, пейзажу Ґуйліня, пейзажу Трьох ущелин річки Янцзи, гору Тайшань та озеро Сіху.
Папір виготовлявся із вмістом бавовняного волокна, білого кольору. Безбарвні захисні волокна, що знаходяться в структурі паперу, люменістують блакитним і жовтими квітами і видно з обох боків по всій площі банкнот. Крім того, у папір банкнот 1999 року (за винятком 1 юаня) впроваджено видимі волокна червоного та синього кольору.
Водяні знаки на банкнотах п'ятої серії юаня розташовані на широкому білому купонному полі і є багатотоновими зображеннями (1 юань — квітка орхідеї, 5 юанів — квітка нарциса, 10 юанів — квітка троянди, 20 юанів — квітка лотоса, 50 і 100 юанів — портрет Мао Цзедуна). На банкнотах у 5 і 10 юанів 1999 року, на усіх модифікованих купюрах багатотонові водяні знаки доповнені філігранью (світлим водяним знаком) у вигляді відповідного номіналу. Юані п'ятої серії містять захисні стрічки декількох типів. Повністю вживлену в папір захисна стрічка (за винятком 1 юаня), яка містить абревіатуру «RMB» у прямому, та перевернутому виконанні — на банкнотах у 50 і 100 юанів. «Пірнаючого» типу з голографічним покриттям у вигляді ієрогліфів та номіналу на 5, 10 і 20 юанях 1999 року та на 50 і 100 юанях 2005 року. На банкнотах 2015—2020 років присутні дві стрічки: одна «пірнаюча», кольорозмінна (пурпурово-зелений) з деметалізованими знаками у вигляді негативного символу валюти і позначення номіналу у прямому та перевернутому виконаннях; вживлену у папір із цифрами номіналу у прямому у перевернутому виконаннях. Кіп-ефект — приховане зображення у розетці на аверсі (за винятком 2015—2020 років). Антисканерний захист «Сузір'я Євріона» на банкнотах 2005 і 2015 року, а також на 1 юані 1999 року. Мікротексти, мікровізерунки та антисканерні сітки. Кольорозмінні фарби OVI, виконані металогрфічним друком на аверсі 50 і 100 юанів 1999 і 2005 років. Оптично-змінна фарба Spark на аверсі банкнот 2015—2020 років (крім 1 юаня). Мітки для сліпих у правому нижньому куту аверсу банкнот. Штрихові елементи вздовж правого краю всіх банкнот 2005 року і юаня 1999 року. Сумісні зображення: коло з білим квадратом на 10 та 50 юанях 1999-го і на 20 та 100 юанях 2005 року; фрагменти цифр номіналу у нижній частині білого купонного поля на юанях 2015—2020 років (крім 1 юаня).

#### Банкноти першого типу
| Банкноти 1999 року випуску | Банкноти 1999 року випуску | Банкноти 1999 року випуску | Банкноти 1999 року випуску | Банкноти 1999 року випуску | Банкноти 1999 року випуску            | Банкноти 1999 року випуску      | Банкноти 1999 року випуску | Банкноти 1999 року випуску | Банкноти 1999 року випуску |
| Зображення                 | Зображення                 | Номінал (юанів)            | Розміри (мм)               | Основні кольори            | Опис                                  | Опис                            | Водяний знак               | Рік друку                  | Рік випуску                |
| Лицьова сторона            | Зворотній бік              | Номінал (юанів)            | Розміри (мм)               | Основні кольори            | Лицьова сторона                       | Зворотній бік                   | Водяний знак               | Рік друку                  | Рік випуску                |
| -------------------------- | -------------------------- | -------------------------- | -------------------------- | -------------------------- | ------------------------------------- | ------------------------------- | -------------------------- | -------------------------- | -------------------------- |
|                            |                            | 1                          | 130 × 63                   | оливковий                  | Мао Цзедун, орхідея                   | озеро Сиху                      | Орхідея                    | 1999                       | 30 липня 2004              |
|                            |                            | 5                          | 135 × 63                   | фіолетовий                 | Мао Цзедун, нарцис букетний           | гора Тайшань                    | Нарцис букетний            | 1999                       | 18 листопада 2002          |
|                            |                            | 10                         | 140 × 70                   | блакитний                  | Мао Цзедун, троянда китайська (чайна) | річка Янцзи біля «Трьох ущелин» | Роза китайська             | 1999                       | 1 вересня 2001             |
|                            |                            | 20                         | 145 × 70                   | коричневий                 | Мао Цзедун, лотос горіховий           | пейзаж Гуйліня                  | Лотос горіховий            | 1999                       | 16 жовтня 2000             |
|                            |                            | 50                         | 150×70                     | зелений                    | Мао Цзедун, хризантема садова         | палац Потала                    | Мао Цзедун                 | 1999                       | 1 вересня 2001             |
|                            |                            | 100                        | 155 × 77                   | червоний                   | Мао Цзедун, абрикос муме              | Будинок народних зборів         | Мао Цзедун                 | 1999                       | 1 жовтня 1999              |

#### Банкноти другого типу
| Банкноти 2005 року випуску | Банкноти 2005 року випуску | Банкноти 2005 року випуску | Банкноти 2005 року випуску | Банкноти 2005 року випуску | Банкноти 2005 року випуску            | Банкноти 2005 року випуску      | Банкноти 2005 року випуску | Банкноти 2005 року випуску | Банкноти 2005 року випуску |
| Зображення                 | Зображення                 | Номінал (юанів)            | Розміри (мм)               | Основні кольори            | Опис                                  | Опис                            | Водяний знак               | Рік друку                  | Рік випуску                |
| Лицьова сторона            | Зворотній бік              | Номінал (юанів)            | Розміри (мм)               | Основні кольори            | Лицьова сторона                       | Зворотній бік                   | Водяний знак               | Рік друку                  | Рік випуску                |
| -------------------------- | -------------------------- | -------------------------- | -------------------------- | -------------------------- | ------------------------------------- | ------------------------------- | -------------------------- | -------------------------- | -------------------------- |
|                            |                            | 5                          | 135 × 63                   | фіолетовий                 | Мао Цзедун, нарцис букетний           | гора Тайшань                    | Нарцис букетний            | 2005                       | 31 серпня 2005             |
|                            |                            | 10                         | 140 × 70                   | блакитний                  | Мао Цзедун, троянда китайська (чайна) | річка Янцзи біля «Трьох ущелин» | Роза китайська             | 2005                       | 31 серпня 2005             |
|                            |                            | 20                         | 145 × 70                   | коричневий                 | Мао Цзедун, лотос горіховий           | пейзаж Гуйліня                  | Лотос горіховий            | 2005                       | 31 серпня 2005             |
|                            |                            | 50                         | 150 × 70                   | зелений                    | Мао Цзедун, хризантема садова         | палац Потала                    | Мао Цзедун                 | 2005                       | 31 серпня 2005             |
|                            |                            | 100                        | 155 × 77                   | червоний                   | Мао Цзедун, абрикос муме              | Будинок народних зборів         | Мао Цзедун                 | 2005                       | 31 серпня 2005             |

#### Банкноти третього типу
| Банкноти 2015—2020 років випуску | Банкноти 2015—2020 років випуску | Банкноти 2015—2020 років випуску | Банкноти 2015—2020 років випуску | Банкноти 2015—2020 років випуску | Банкноти 2015—2020 років випуску | Банкноти 2015—2020 років випуску | Банкноти 2015—2020 років випуску | Банкноти 2015—2020 років випуску | Банкноти 2015—2020 років випуску |
| Зображення                       | Зображення                       | Номінал (юанів)                  | Розміри (мм)                     | Основні кольори                  | Опис                             | Опис                             | Водяний знак                     | Рік друку                        | Рік випуску                      |
| Лицьова сторона                  | Зворотній бік                    | Номінал (юанів)                  | Розміри (мм)                     | Основні кольори                  | Лицьова сторона                  | Зворотній бік                    | Водяний знак                     | Рік друку                        | Рік випуску                      |
| -------------------------------- | -------------------------------- | -------------------------------- | -------------------------------- | -------------------------------- | -------------------------------- | -------------------------------- | -------------------------------- | -------------------------------- | -------------------------------- |
|                                  |                                  | 1                                | 130 × 63                         | оливковий                        | Мао Цзедун, орхідея              | озеро Сиху                       | Орхідея                          | 2019                             | 30 серпня 2019                   |
|                                  |                                  | 5                                | 135 × 63                         | фіолетовий                       | Мао Цзедун, нарцис букетний      | гора Тайшань                     | Нарцис букетний                  | 2020                             | 5 листопада 2020                 |
|                                  |                                  | 10                               | 140 × 70                         | блакитний                        | Мао Цзедун, троянда китайська    | річка Янцзи біля «Трьох ущелин»  | Роза китайська                   | 2019                             | 30 серпня 2019                   |
|                                  |                                  | 20                               | 145 × 70                         | помаранчевий                     | Мао Цзедун, лотос горіховий      | пейзаж Гуйліня                   | Лотос горіховий                  | 2019                             | 30 серпня 2019                   |
|                                  |                                  | 50                               | 150 × 70                         | зелений                          | Мао Цзедун, хризантема садова    | палац Потала                     | Мао Цзедун                       | 2019                             | 30 серпня 2019                   |
|                                  |                                  | 100                              | 155 × 77                         | червоний                         | Мао Цзедун, абрикос муме         | Будинок народних зборів          | Мао Цзедун                       | 2015                             | 12 листопада 2015                |

### Пам'ятні банкноти
З 1999 року випускаються пам'ятні банкноти, присвячені річницям історичних або поточним подіям, номіналом 10, 20, 50 і 100 юанів. Спочатку вони випускалися з папіру, а з 2022 року — з полімеру. З 2024 року випускаються банкноти у 20 юанів, присвячені знакам зодіаку.
| Пам'ятні банкноти | Пам'ятні банкноти | Пам'ятні банкноти | Пам'ятні банкноти | Пам'ятні банкноти | Пам'ятні банкноти | Пам'ятні банкноти | Пам'ятні банкноти                                        | Пам'ятні банкноти | Пам'ятні банкноти | Пам'ятні банкноти |
| Зображення        | Зображення        | Номінал (юанів)   | Розміри (мм)      | Основний колір    | Опис | Опис | Опис                                                     | Дати              | Дати              | Дати              |
| Аверс             | Реверс            | Номінал (юанів)   | Розміри (мм)      | Основний колір    | Аверс | Реверс | Водяний знак                                             | Випуск            | Введення          | Матеріал          |
| ----------------- | ----------------- | ----------------- | ----------------- | ----------------- | --- | --- | -------------------------------------------------------- | ----------------- | ----------------- | ----------------- |
|                   |                   | 50                | 165 × 80          | Червоний          | Мао Цзедун і Площа Тяньаньмень                                                                                             | Імператорський лев (Заборонене місто), голуби, «Хуабяо» (мармурова колона)                                                        | Відсутній                                                | 1999              | 20 вересня 1999   | Папір             |
|                   |                   | 100               | 165 × 80          | Помаранчевий      | Дракон із «Стіни дев'яти драконів» (Імператорський палац, Пекін)                                                           | Монумент тисячоліття Китаю (Центр культурних і наукових ярмарків), літаючі «апсари» (дівчата-хмари)                               | Відсутній                                                | 2000              | 28 листопада 2000 | Полімер           |
|                   |                   | 10                | 148,5 × 72        | Зелений           | Стадіон «Пташине гніздо»                                                                                                   | Метальник диска Мирона (460 р. до н. е.), спортсмени                                                                              | Стадіон «Пташине гніздо»                                 | 2008              | 8 липня 2008      | Папір             |
|                   |                   | 100               | 155 × 77          | Синій             | Супутник Dongfanghong I, космічний корабель Shenzhou 9, космічна станція Tiangong-1, місячний космічний корабель Chang'e 1 | Удосконалення польоту, Bird, біплан Fung Joe Guey, джамбо-джет, пілотовані космічні кораблі Shenzhou 9, Tiangong-1, Chang'e 1     | Стилізований супутник Dongfanghong I                     | 2015              | 26 листопада 2015 | Папір             |
|                   |                   | 50                | 150 × 70          | Помаранчевий      | Банкноти юанів п'яти серій у формі кілець зростання дерева                                                                 | Старі та нові будівлі штаб-квартири Народного банку Китаю, квітка півонії Газетна стаття 1948 року, яка оголосила про випуск юаня | Велика Китайська стіна                                   | 2018              | 28 грудня 2018    | Папір             |
|                   |                   | 20                | 145 × 70          | Синій             | Лижний стрибун | Національний центр стрибків з трампліна Snow Ruyi і Велика китайська стіна                                                        | Талісмани Зимових Олімпійських ігор 2022, Бінг Дуен Дуен | 2022              | 21 грудня 2021    | Папір             |
|                   |                   | 20                | 145 × 70          | Синій             | Пара фігуристів | Водний куб | Відсутній                                                | 2022              | 21 грудня 2021    | Полімер           |
|                   |                   | 20                | 145 × 70          | Помаранчевий      | Дракон | Діти з паперовим драконом | Відсутній                                                | 2024              | 3 січня 2024      | Полімер           |
|                   |                   | 20                | 145 × 70          | Рожевий           | Змія | | Відсутній                                                | 2024              | 3 січня 2024      | Полімер           |

## Монети

### Монети зразка 1955 року
1955 року в обіг запровадили перші розмінні монети номіналом в 1, 2 і 5 финів. Вони виготовляються з алюмінію й мають спрощений дизайн: позначення номіналу між двох пшеничних колосків на реверсі, та герб КНР — на аверсі. Монети досі перебувають в обігу.
| Монети регулярного карбування 1955—2000 років | Монети регулярного карбування 1955—2000 років | Монети регулярного карбування 1955—2000 років | Монети регулярного карбування 1955—2000 років | Монети регулярного карбування 1955—2000 років | Монети регулярного карбування 1955—2000 років | Монети регулярного карбування 1955—2000 років | Монети регулярного карбування 1955—2000 років | Монети регулярного карбування 1955—2000 років | Монети регулярного карбування 1955—2000 років | Монети регулярного карбування 1955—2000 років | Монети регулярного карбування 1955—2000 років | Монети регулярного карбування 1955—2000 років |
| Реверс                                        | Аверс                                         | Номінал (финів)                               | Роки випуску                                  | Реверс                                        | Аверс                                         | Склад                                         | Гурт                                          | Вага (г)                                      | Діаметр (мм)                                  | Товщина (мм)                                  | Введення                                      | Поточний стан                                 |
| --------------------------------------------- | --------------------------------------------- | --------------------------------------------- | --------------------------------------------- | --------------------------------------------- | --------------------------------------------- | --------------------------------------------- | --------------------------------------------- | --------------------------------------------- | --------------------------------------------- | --------------------------------------------- | --------------------------------------------- | --------------------------------------------- |
|                                               |                                               | 1                                             | 1955—2018                                     | Номінал, два колоска                          | Герб КНР                                      | Алюміній                                      | Рубчастий                                     | 0,67                                          | 18                                            | 1,3                                           | 1 грудня 1957                                 | В обігу                                       |
|                                               |                                               | 2                                             | 1956—2000                                     | Номінал, два колоска                          | Герб КНР                                      | Алюміній                                      | Рубчастий                                     | 1,08                                          | 21                                            | 1,6                                           | 1 грудня 1957                                 | В обігу                                       |
|                                               |                                               | 5                                             | 1955—2000                                     | Номінал, два колоска                          | Герб КНР                                      | Алюміній                                      | Рубчастий                                     | 1,6                                           | 24                                            | 1,5                                           | 1 грудня 1957                                 | В обігу                                       |

### Монети зразка 1980 року
1980 року в обіг запроваджувалися монети нових номіналів, які виготовлялися: розмінні 1, 2 і 5 цзяо з мідно-цинкового сплаву, та 1 юань з мідно-нікелевого сплаву, на реверсі якої зображався Великий китайський мур. Монети знаходилися в обігу близько 20 років.
| Монети регулярного карбування 1980—1986 років | Монети регулярного карбування 1980—1986 років | Монети регулярного карбування 1980—1986 років | Монети регулярного карбування 1980—1986 років | Монети регулярного карбування 1980—1986 років | Монети регулярного карбування 1980—1986 років | Монети регулярного карбування 1980—1986 років | Монети регулярного карбування 1980—1986 років | Монети регулярного карбування 1980—1986 років | Монети регулярного карбування 1980—1986 років | Монети регулярного карбування 1980—1986 років | Монети регулярного карбування 1980—1986 років | Монети регулярного карбування 1980—1986 років |
| Реверс                                        | Аверс                                         | Номінал                                       | Роки випуску                                  | Реверс                                        | Аверс                                         | Склад                                         | Гурт                                          | Вага (г)                                      | Діаметр (мм)                                  | Товщина (мм)                                  | Дата випуску                                  | Дата вилучення                                |
| --------------------------------------------- | --------------------------------------------- | --------------------------------------------- | --------------------------------------------- | --------------------------------------------- | --------------------------------------------- | --------------------------------------------- | --------------------------------------------- | --------------------------------------------- | --------------------------------------------- | --------------------------------------------- | --------------------------------------------- | --------------------------------------------- |
|                                               |                                               | 1 цзяо                                        | 1980—1986                                     | Номінал, два колоска                          | Герб КНР                                      | Мідно-цинковий сплав                          | Рубчастий                                     | 2,62                                          | 20                                            | 1,3                                           | 15 квітня 1980                                | 1 липня 2000                                  |
|                                               |                                               | 2 цзяо                                        | 1980—1986                                     | Номінал, два колоска                          | Герб КНР                                      | Мідно-цинковий сплав                          | Рубчастий                                     | 4,18                                          | 23                                            | 1,5                                           | 15 квітня 1980                                | 1 липня 2000                                  |
|                                               |                                               | 5 цзяо                                        | 1980—1986                                     | Номінал, два колоска                          | Герб КНР                                      | Мідно-цинковий сплав                          | Рубчастий                                     | 6,02                                          | 26                                            | 1,7                                           | 15 квітня 1980                                | 1 липня 2000                                  |
|                                               |                                               | 1 юань                                        | 1980—1986                                     | Великий китайський мур                        | Герб КНР                                      | Мідно-нікелевий сплав                         | Рубчастий                                     | 9,32                                          | 30                                            | 1,9                                           | 15 квітня 1980                                | 1 липня 2000                                  |

### Монети зразка 1991 року
1991 року в обіг запровадили монети в 1 і 5 цзяо та 1 юань нового дизайну, які відповідно виготовлялися з інших матеріалів: з алюмінію, латуні і сталі з нікелевим покриттям. Вони мали менший діаметр, ніж попередні монети. Аверс монет містив зображення квітів (що ознаменувало собою повернення в оформленні до старовинної символіки Китаю), а реверс — герб КНР.  
| Монети регулярного карбування 1991—2000 років | Монети регулярного карбування 1991—2000 років | Монети регулярного карбування 1991—2000 років | Монети регулярного карбування 1991—2000 років | Монети регулярного карбування 1991—2000 років | Монети регулярного карбування 1991—2000 років | Монети регулярного карбування 1991—2000 років | Монети регулярного карбування 1991—2000 років | Монети регулярного карбування 1991—2000 років | Монети регулярного карбування 1991—2000 років | Монети регулярного карбування 1991—2000 років | Монети регулярного карбування 1991—2000 років | Монети регулярного карбування 1991—2000 років |
| Реверс                                        | Аверс                                         | Номінал                                       | Роки випуску                                  | Реверс                                        | Аверс                                         | Склад                                         | Гурт                                          | Вага (г)                                      | Діаметр (мм)                                  | Товщина (мм)                                  | Дата випуску                                  | Дата вилучення                                |
| --------------------------------------------- | --------------------------------------------- | --------------------------------------------- | --------------------------------------------- | --------------------------------------------- | --------------------------------------------- | --------------------------------------------- | --------------------------------------------- | --------------------------------------------- | --------------------------------------------- | --------------------------------------------- | --------------------------------------------- | --------------------------------------------- |
|                                               |                                               | 1 цзяо                                        | 1991—1999                                     | Номінал, квіткова рослина                     | Герб КНР                                      | Алюміній                                      | Гладкий                                       | 2,2                                           | 22,5                                          | 2,46                                          | 1 червня 1992                                 | 30 квітня 2018                                |
|                                               |                                               | 5 цзяо                                        | 1991—2001                                     | Номінал, квіткова рослина                     | Герб КНР                                      | Латунь                                        | Рубчастий з гладкими ділянками                | 3,8                                           | 20,5                                          | 1,67                                          | 1 червня 1992                                 | В обігу                                       |
|                                               |                                               | 1 юань                                        | 1991—2000                                     | Номінал, півонія                              | Герб КНР                                      | Сталь з нікелевим покриттям                   | Гладкий                                       | 6,1                                           | 25                                            | 2                                             | 1 червня 1992                                 | В обігу                                       |

### Монети зразка 1999 і 2002 років
1999 року в обіг запровадили монети в 1 і 5 цзяо та 1 юань зміненого дизайну: на аверсі замість герба КНР розташували квіти. Монети досі перебувають в обігу.
| Монети регулярного карбування 1999—2018 років | Монети регулярного карбування 1999—2018 років | Монети регулярного карбування 1999—2018 років | Монети регулярного карбування 1999—2018 років | Монети регулярного карбування 1999—2018 років | Монети регулярного карбування 1999—2018 років | Монети регулярного карбування 1999—2018 років | Монети регулярного карбування 1999—2018 років | Монети регулярного карбування 1999—2018 років | Монети регулярного карбування 1999—2018 років | Монети регулярного карбування 1999—2018 років | Монети регулярного карбування 1999—2018 років | Монети регулярного карбування 1999—2018 років |
| Реверс                                        | Аверс                                         | Номінал                                       | Роки випуску                                  | Реверс                                        | Аверс                                         | Склад                                         | Гурт                                          | Вага (г)                                      | Діаметр (мм)                                  | Товщина (мм)                                  | Дата випуску                                  | Статус                                        |
| --------------------------------------------- | --------------------------------------------- | --------------------------------------------- | --------------------------------------------- | --------------------------------------------- | --------------------------------------------- | --------------------------------------------- | --------------------------------------------- | --------------------------------------------- | --------------------------------------------- | --------------------------------------------- | --------------------------------------------- | --------------------------------------------- |
|                                               |                                               | 1 цзяо                                        | 1999—2003                                     | Номінал                                       | Орхідея                                       | Алюміній                                      | Гладкий                                       | 1,12                                          | 19                                            | 1,9                                           | 16 жовтня 2000                                | В обігу                                       |
| 2005                                          | Мідно-нікелевий сплав                         | 1 цзяо                                        | 3,3                                           | Номінал                                       | Орхідея                                       | 31 серпня 2005                                | Гладкий                                       |                                               | 19                                            | 1,9                                           |                                               | В обігу                                       |
| 2005—2018                                     | Сталь з нікелевим покриттям                   | 1 цзяо                                        | 3,3                                           | Номінал                                       | Орхідея                                       | 31 серпня 2005                                | Гладкий                                       |                                               | 19                                            | 1,9                                           |                                               | В обігу                                       |
|                                               |                                               | 5 цзяо                                        | 2002—2018                                     | Номінал                                       | Лотос                                         | Нікель з латунним покриттям                   | Ребристий з гладкими ділянками                | 3.8                                           | 20.5                                          | 1.67                                          | 18 листопада 2002                             | В обігу                                       |
|                                               |                                               | 1 юань                                        | 1999—2018                                     | Номінал                                       | Хризантема                                    | Сталь з нікелевим покриттям                   | Напис                                         | 6.1                                           | 25                                            | 2                                             | 16 жовтня 2000                                | В обігу                                       |

### Монети зразка 2019 року
2019 року відбулася чергова зміна оформлення монет. Загалом, дизайн залишився колишнім. Однак цифра номіналу стала нахиленою. Додано обідок із мініатюрних крапок. На аверсі монети в 1 юань розмістили прихований захисний елемент: у рифленнях одиниці номіналу під певним кутом нахилу можна розгледіти символ «¥» або «1».
| Монети регулярного карбування 1955—2022 років | Монети регулярного карбування 1955—2022 років | Монети регулярного карбування 1955—2022 років | Монети регулярного карбування 1955—2022 років | Монети регулярного карбування 1955—2022 років | Монети регулярного карбування 1955—2022 років | Монети регулярного карбування 1955—2022 років | Монети регулярного карбування 1955—2022 років | Монети регулярного карбування 1955—2022 років | Монети регулярного карбування 1955—2022 років | Монети регулярного карбування 1955—2022 років | Монети регулярного карбування 1955—2022 років | Монети регулярного карбування 1955—2022 років |
| Реверс                                        | Аверс                                         | Номінал                                       | Роки випуску                                  | Реверс                                        | Аверс                                         | Склад                                         | Гурт                                          | Вага (г)                                      | Діаметр (мм)                                  | Товщина (мм)                                  | Дата випуску                                  | Статус                                        |
| --------------------------------------------- | --------------------------------------------- | --------------------------------------------- | --------------------------------------------- | --------------------------------------------- | --------------------------------------------- | --------------------------------------------- | --------------------------------------------- | --------------------------------------------- | --------------------------------------------- | --------------------------------------------- | --------------------------------------------- | --------------------------------------------- |
|                                               |                                               | 1 цзяо                                        | 2019—2021                                     | Номінал                                       | Орхідея                                       | Сталь з нікелевим покриттям                   | Ребристий з гладкими ділянками                | 3.3                                           | 19                                            | 1.9                                           | 30 серпня 2019                                | В обігу                                       |
|                                               |                                               | 5 цзяо                                        | 2019—2022                                     | Номінал                                       | Лотос                                         | Сталь з нікелевим покриттям                   | Ребристий з гладкими ділянками                | 3.8                                           | 20.5                                          | 1.67                                          | 30 серпня 2019                                | В обігу                                       |
|                                               |                                               | 1 юань                                        | 2019—2020                                     | Номінал                                       | Хризантема                                    | Сталь з нікелевим покриттям                   | Напис                                         | 4,75                                          | 22,2                                          | 1,8                                           | 30 серпня 2019                                | В обігу                                       |

## Виробництво банкнот та монет
Випуском банкнот та монет юаня займається державна корпорація China Banknote Printing and Minting Corporation (CBPMC; 中国印钞造币总公司), штаб-квартира якої розташована в Пекіні. У відомство CBPMC входить низка фабрик, що займаються друком та карбуванням банкнот та монет, які розташовані у різних містах Китаю. Банкнотні фабрики розташовані в Пекіні, Шанхаї, Ченду, Сіані, Шицзячжуані та Наньчані. Монетні двори розташовані в Нанкіні, Шанхаї та Шеньяні. Високоякісний папір для банкнот виробляється на фабриках у Баодіні та Куньшані. Згідно з інформацією сайту Банку Китаю, завод у Баодіні є найбільшим у світі підприємством, з виробництва банкнотного паперу. Банк Китаю має власний відділ досліджень у галузі поліграфічних технологій, який досліджує нові технології створення банкнот та захисту їх від підробки.

## Назви на мовах народів Китаю
У регіонах проживання етнічних меншин Китаю, юань має їхні народні назви.
- У регіонах проживання монголів, Внутрішній Монголії та інших монгольських автономіях, юань має назву «тугрик» (монг.: «ᠲᠦᠭᠦᠷᠢᠭ᠌, төгрөг, tügürig»). Проте у самій Монголії, задля уникнення плутанини з монгольським тугриком (монг.: «tögrög, төгрөг»), його називають без змін, «юанем» (монгольською: «юань»). Розмінні монети, цзяо, монголи називають «мунгу» (монг. «ᠮᠥᠩᠭᠦ, мөнгө»), при цьому при розрахунках вони позначаються як «10 мунгу». Монгольською мовою повна офіційно прийнята назва юаня, зі словом «женьміньбі» («народні гроші») — називається «арадін джогос» або «арад-ун джогос» (монг: «ᠠᠷᠠᠳ ᠤᠨ ᠵᠣᠭᠣᠰ, ардин зоос арад-ун ǰoγos»).
- У регіонах проживання тибетців, Тибеті та інших тибетських автономіях, юань називається «гором» (тибетською: «སྒོར་», кит.: «Gor»). Один гор ділиться на 10 «горсурів» («цзяо») (тиб. «སྒོར་ཟུར་», кит. «Gorsur») або 100 «гар» («финей») (тиб. «སྐར»་, кит. «Gar»). Тибетською мовою юань називається «мімангксогнгю» (тибетською: «མི་དམངས་ཤོག་དངུལ།», піньї: «Mimang Xogngü») або «міманг шог нгул».
- У регіонах проживання уйгурів, Уйгурському автономному регіоні та Сіньцзяні, юань називається «кселк пулі» (уйгурською: «خەلق پۇلى»).

## Валютні сертифікати
У період відкриття Китаю для зовнішньої торгівлі та туризму, у період з 1980 по 1994 рік операції з іноземними туристами здійснювалися переважно з використанням валютних сертифікатів (外汇券; вайхуэйцюань), що випускаються Банком Китаю. Іноземна валюта обмінювалася на сертифікати і назад за офіційним курсом юаня, який варіювався від 1 долара США за 2,8 юаня FEC до 5,5 юаня сертифікатами. Сертифікати випускалися у вигляді банкнот номіналом від 0,1 до 100 юанів і офіційно дорівнювали юаню. Туристи використовували сертифікати для оплати проживання, а також туристичних та предметів розкоші у магазинах «Дружба». Однак, враховуючи недоступність іноземної валюти та товарів магазину «Дружба» для широкої публіки, а також неможливість для туристів використовувати сертифікати у місцевих магазинах, утворився нелегальний чорний ринок сертифікатів, де зазивали підходили до туристів біля готелів та пропонували понад 1,30 юаня в обмін на 1 юань у сертифікатах.

## Цифровий юань
Цифровий юань це офіційна валюта Китаю, але в електронному вигляді і може зберігатися на цифрових гаманцях, використання блокчейн-технології забезпечує безпеку та прозорість усіх транзакцій. На відміну від децентралізованих криптовалют, таких як біткоїн, цифровий юань контролюється та випускається центральним банком. При цьому банкноти і монети еквівалентні цифровому юаню.
Про впровадження цифрового юаня почали думати у середині 2019 році, а вже за кілька місяців обговорень та розробки китайська цифрова валюта була готова до тестування. Банк Китю уклав угоди з чотирма державними банками та телекомунікаційними компаніями China Telecom, China Mobile, China Unicom і Huawei. Банки конвертували частину своїх депозитів у Центробанку у цифровий юань і чітко визначили сектори економіки для користування ним. Крім того, спільно з операторами платіжних систем Alipay та WeChat китайські банки почали тестувати електронні гаманці.
Зрештою у травні 2020 року Банк Китаю запровадив у чотирьох містах країни національну криптовалюту DCEP, давши громадянам змогу здійснювати оплату покупок у е-юанях. Примітно, що основні криптовалюти подорожчали на тлі тестування цифрового юаня. Туристи-іноземці можуть скористатися цифровим гаманцем, завантаженим з магазину додатків. За даними Народного банку КНР, станом на кінець 2022 року в обігу перебувало цифрових юанів на загальну суму 13,61 млрд (тобто 2,01 млрд доларів). Китайські експерти зазначають, що е-юань може стати справжнім конкурентом долару завдяки своїй оперативності та дешевизні розрахунків. При цьому щодо біткоїна — навряд чи китайська цифрова валюта стане реальним конкурентом першій криптовалюті світу.

## Юань як світова резервна валюта
Частка китайського юаня у світовій торгівлі та валютних резервах постійно збільшується в міру зростання економіки КНР яка, станом на 2022 рік, є третьою за величиною у світі. 2016 року китайський юань став однією з п'яти резервних валют Міжнародного валютного фонду посівши за часткою (11 %) одразу третє місце — після Долара США (40 %) та Євро (31 %). В загальносвітових резервах, станом на 2022 рік, МВФ оцінює частку юанів в 2,61 %. Великим недоліком валюти КНР є надмірне державне регулювання курсоутворення та економіки країни загалом що не дозволяє зараховувати її до переліку вільноконвертованих валют. У вересні 2016 повідомлялося що, на думку експертів, запровадження вільного обігу юаня може статися не раніше 10-15 років.
2018 року, китайський юань, за даними МВФ, піднявся з 7 на 5 місце серед валют за часткою валютних резервів, обійшовши австралійський та канадський долари.
Останніми роками частка юаня у світових валютних резервах знизилася з пікового значення 2,83% 2022 року до 2,15% на початок 2024 року, досягнувши трирічного мінімуму. Центральні банки скорочують запаси в юанях сім кварталів поспіль. Юань залишається нішевою резервною валютою, значно відстаючи від долара США (58,85%) і євро.
|                        | 2024 | 2023    | 2022    | 2021    | 2020    | 2019    | 2018    | 2017    | 2016    | 2015    | 2014    | 2013    | 2012    | 2011    | 2010    | 2009    | 2008    | 2007    | 2006    | 2005    | 2004    | 2003    | 2002    | 2001    | 2000    | 1999    | 1998    | 1997    | 1996    | 1995    | 1984   | 1983   | 1982   | 1980   | 1976   | 1972   | 1970   |
| Долар США              | 57,80 % | 58,42 % | 58,52 % | 58,80 % | 58,92 % | 60,75 % | 61,76 % | 62,73 % | 65,36 % | 65,75 % | 65,17 % | 61,28 % | 61,50 % | 62,69 % | 62,24 % | 62,15 % | 63,77 % | 63,87 % | 65,04 % | 66,51 % | 65,51 % | 65,45 % | 66,50 % | 71,51 % | 71,13 % | 71,01 % | 69,28 % | 65,10 % | 61,98 % | 58,96 % | 65,8 % | 68,5 % | 68,4 % | 67,2 % | 76,6 % | 78,6 % | 77,2 % |
| Євро                   | 19,83 % | 19,95 % | 20,37 % | 20,59 % | 21,29 % | 20,59 % | 20,67 % | 20,17 % | 19,14 % | 19,15 % | 21,21 % | 24,21 % | 24,07 % | 24,44 % | 25,76 % | 27,70 % | 26,21 % | 26,13 % | 24,99 % | 23,89 % | 24,68 % | 25,03 % | 23,65 % | 19,18 % | 18,29 % | 17,90 % |         |         |         |         |        |        |        |        |        |        |        |
| Німецька марка         | |         |         |         |         |         |         |         |         |         |         |         |         |         |         |         |         |         |         |         |         |         |         |         |         |         | 13,79 % | 14,48 % | 14,67 % | 15,75 % | 12,1 % | 11,2 % | 12,4 % | 14,8 % | 8,8 %  | 4,6 %  | 1,9 %  |
| Японська єна           | 5,82 % | 5,69 %  | 5,54 %  | 5,52 %  | 6,03 %  | 5,87 %  | 5,19 %  | 4,90 %  | 3,95 %  | 3,75 %  | 3,55 %  | 3,82 %  | 4,09 %  | 3,61 %  | 3,66 %  | 2,90 %  | 3,47 %  | 3,18 %  | 3,46 %  | 3,96 %  | 4,28 %  | 4,42 %  | 4,94 %  | 5,04 %  | 6,06 %  | 6,37 %  | 6,24 %  | 5,77 %  | 6,71 %  | 6,77 %  | 5,4 %  | 4,7 %  | 4,6 %  | 4,3 %  | 2,1 %  | 0,1 %  |        |
| Британський фунт       | 4,73 % | 4,86 %  | 4,90 %  | 4,81 %  | 4,73 %  | 4,64 %  | 4,43 %  | 4,54 %  | 4,35 %  | 4,72 %  | 3,70 %  | 3,99 %  | 4,04 %  | 3,84 %  | 3,94 %  | 4,25 %  | 4,22 %  | 4,82 %  | 4,52 %  | 3,75 %  | 3,49 %  | 2,86 %  | 2,92 %  | 2,70 %  | 2,75 %  | 2,89 %  | 2,66 %  | 2,58 %  | 2,68 %  | 2,11 %  | 2,8 %  | 2,6 %  | 2,4 %  | 2,9 %  | 1,9 %  | 7,1 %  | 10,4 % |
| Канадський долар       | 2,77 % | 2,59 %  | 2,39 %  | 2,38 %  | 2,08 %  | 1,86 %  | 1,84 %  | 2,03 %  | 1,94 %  | 1,78 %  | 1,75 %  | 1,83 %  | 1,43 %  |         |         |         |         |         |         |         |         |         |         |         |         |         |         |         |         |         |        |        |        |        |        |        |        |
| Китайський юань        | 2,18 % | 2,29 %  | 2,61 %  | 2,80 %  | 2,29 %  | 1,94 %  | 1,89 %  | 1,23 %  | 1,08 %  |         |         |         |         |         |         |         |         |         |         |         |         |         |         |         |         |         |         |         |         |         |        |        |        |        |        |        |        |
| Австралійський долар   | 2,06 % | 2,14 %  | 1,97 %  | 1,84 %  | 1,83 %  | 1,70 %  | 1,63 %  | 1,80 %  | 1,69 %  | 1,77 %  | 1,60 %  | 1,82 %  | 1,46 %  |         |         |         |         |         |         |         |         |         |         |         |         |         |         |         |         |         |        |        |        |        |        |        |        |
| Французький франк      | |         |         |         |         |         |         |         |         |         |         |         |         |         |         |         |         |         |         |         |         |         |         |         |         |         | 1,62 %  | 1,44 %  | 1,85 %  | 2,35 %  | 1,0 %  | 1,1 %  | 1,3 %  | 1,7 %  | 1,6 %  | 0,9 %  | 1,1 %  |
| Швейцарський франк     | 0,17 % | 0,19 %  | 0,23 %  | 0,17 %  | 0,17 %  | 0,15 %  | 0,14 %  | 0,18 %  | 0,16 %  | 0,27 %  | 0,24 %  | 0,27 %  | 0,21 %  | 0,08 %  | 0,13 %  | 0,12 %  | 0,14 %  | 0,16 %  | 0,17 %  | 0,15 %  | 0,17 %  | 0,23 %  | 0,41 %  | 0,25 %  | 0,27 %  | 0,23 %  | 0,33 %  | 0,35 %  | 0,30 %  | 0,33 %  | 2,0 %  | 2,3 %  | 2,7 %  | 3,2 %  | 2,2 %  | 1,0 %  | 0,7 %  |
| Нідерландський гульден | |         |         |         |         |         |         |         |         |         |         |         |         |         |         |         |         |         |         |         |         |         |         |         |         |         | 0,27 %  | 0,35 %  | 0,24 %  | 0,32 %  |        |        |        |        |        |        |        |
| Інші                   | 4,64 % | 3,87 %  | 3,48 %  | 3,09 %  | 2,65 %  | 2,51 %  | 2,45 %  | 2,43 %  | 2,33 %  | 2,82 %  | 2,78 %  | 2,78 %  | 3,20 %  | 5,33 %  | 4,27 %  | 2,88 %  | 2,20 %  | 1,83 %  | 1,81 %  | 1,74 %  | 1,87 %  | 2,01 %  | 1,58 %  | 1,31 %  | 1,49 %  | 1,60 %  | 4,50 %  | 3,86 %  | 4,48 %  | 4,87 %  | 10,9 % | 9,6 %  | 8,2 %  | 5,9 %  | 6,8 %  | 7,7 %  | 8,7 %  |
|                        | Джерела: World Currency Composition of Official Foreign Exchange Reserves Міжнародний валютний фонд (1995-2024), The evolution of reserve currency diversification, December 1986 Банк міжнародних розрахунків (1970-1984) |         |         |         |         |         |         |         |         |         |         |         |         |         |         |         |         |         |         |         |         |         |         |         |         |         |         |         |         |         |        |        |        |        |        |        |        |

## Режим валютного курсу
З моменту свого введення у 1948 році юань мав тверду прив'язку до фунта стерлінгів та гонконгського долара. Обмінний курс юаня переважно використовувався до розрахунку неторговою іноземною валютою. Держава встановила фіксований обмінний курс юаня сильно завищеному рівні в рамках стратегії країни з імпортозаміщення. Між 1953—1971 роками обмінний курс становив 2,46 юаня за 1 долар США. 1967 року Велика Британія оголосила про девальвацію фунта на 14,3 %, через що обмінний курс юаня по відношенню до фунта було скориговано, з 1 фунта — 6,893 юаня до 1 фунта — 5,908 юаня. До грудня 1971 року долар знецінився на 7,89 % по відношенню до золота, тому обмінний курс юаня щодо долара США було скориговано з 2,4618 до 2,2673 юаней. З 1974 року курс юаня був прив'язаний до долара США. З того ж року щоденне котирування юаня до долара США та інших валют велося на базі валютного кошика. У другій половині 1970-х років офіційний курс становив 2,4—2,5 юаня за долар США.
1979 року офіційний курс китайської валюти підвищили до історичного максимуму — 1,58 юаня за долар. Однак міцний юань стримував економічні реформи Ден Сяопіна. Ослаблення національної валюти було необхідне для отримання конкурентних переваг на зовнішніх ринках — низькі ціни на китайські товари могли суттєво збільшити світовий попит. Тому для допомоги своїм експортерам влада Китаю протягом наступних 15 років плавно знижувала офіційний курс, до грудня 1993 року він досяг 5,8 юаня за долар.
1 січня 1994 року юань пережив найбільшу в історії одноденну девальвацію — його офіційний курс було знижено на 33,3 %, до 8,7 юаня за долар. Зроблено це було для зрівняння офіційного і біржового курсів (останній при цьому теж упав — але на 6,7 %). До середини 1995 року КНР підтримував плаваючий курс юаня, дозволивши йому зміцнитися до 8,28 за долар (4,8 %). Потім Народний банк Китаю розпочав регулярні інтервенції на біржі, зафіксувавши курс на рівні 8,27-8,28 юаня за долар.
Критика жорсткої прив'язки юаня до долара з боку міжнародних фінансових організацій спричинила деякі зміни політики Центробанку Китаю. З 2005 року юань керований плаваючим, а його курс став визначатися кошиком валют: доларом, євро, єною, рублем та іншими валютами. З цього моменту курс китайської валюти зміцнився майже на 30% (з 8,27 до 6,09 за долар).
Зміцнення тривало аж до липня 2008 року, коли через світову фінансову кризу, що розпочалася, Народний банк Китаю знову ввів фіксований курс у 6,83 юаня за долар. Ця політика діяла до 19 червня 2010 року.
У 2010—2013 роках юань практично безперервно дорожчав по відношенню до долара. 30 грудня 2013 року він досяг рекордної з 1994 року вартості в 6,06 юаня за долар. 2014 року і до середини 2015 року долар коливався на рівні 6,1-6,15 юаня.
11 серпня 2015 року через кризу на фондових ринках і скорочення імпорту в США та ЄС Народний банк Китаю допустив найбільшу з 1994 року денну девальвацію національної валюти — на 1,99 %: з 6,12 до 6,23 юаня за долар. Наступного дня вона подешевшала ще на 1,8 % — до 6,33 юаня за долар, а 13 серпня — на 1,12 % до 6,4 одиниць за долар. Зниження курсу юаня призвело до падіння курсів валют країн азіатсько-тихоокеанського регіону і держав з економікою, що розвивається. 2016 року курс юаня досягав позначки в 6,95 юанів за долар, а 2017 року — 6,88, у листопаді 2018 року — 6,96.
У серпні 2019 року Народний банк Китаю поступово знижував курс юаня — 6 серпня до позначки 6,9683, а 7 серпня — до 6,9996 юаня за долар, що стало мінімальним значенням валютної пари з 15 травня 2008 року. Дії регулятора відбулися на тлі оголошення США нових мит на китайські товари. На думку експертів, зниження курсу юаня дасть змогу частково компенсувати втрати китайських експортерів.
| Рік            | 2020 | 2015 | 2010 | 2005 | 2000 | 1995 | 1990 | 1985 | 1980 | 1975 | 1970 | 1965 | 1960 | 1955 |
| -------------- | ---- | ---- | ---- | ---- | ---- | ---- | ---- | ---- | ---- | ---- | ---- | ---- | ---- | ---- |
| Юанів за долар | 6.96 | 6.20 | 6.82 | 8.27 | 8.27 | 8.46 | 4.73 | 2.80 | 1.49 | 1.85 | 2.46 | 2.46 | 2.46 | 2.46 |

| Рік           | 2020 | 2015 | 2010  | 2005  | 2000  | 1995  | 1990 | 1985 | 1980 | 1975 | 1970 | 1965 | 1960 | 1955 |
| ------------- | ---- | ---- | ----- | ----- | ----- | ----- | ---- | ---- | ---- | ---- | ---- | ---- | ---- | ---- |
| Юанів за фунт | 9.19 | 9.67 | 11.07 | 15.97 | 13.36 | 13.23 | 7.58 | 3.25 | 3.33 | 4.36 | 5.91 | 6.86 | 6.86 | 6.86 |

| Рік           | 2022 | 2019 | 2016 | 2013 | 2010 | 2007  | 2004  | 2001 |
| ------------- | ---- | ---- | ---- | ---- | ---- | ----- | ----- | ---- |
| Юанів за євро | 7.19 | 7.32 | 7.06 | 8.22 | 9.83 | 10.27 | 10.44 | 7.69 |

### Поточний курс
Станом на 14 серпня 2025, валютний курс китайського юаня (за даними МВФ, ЄЦБ та НБУ) становить 7,174 юань за 1 долар США (0,1394 долара США за 1 юань), 8,387 юань за 1 євро (0,1192 євро за 1 юань) та 0,1724 юаня за 1 гривню (5,801 гривень за 1 юань).

## Інтернаціоналізація
Інтернаціоналізація китайського юаня (RMB) — це масштабна програма, яка може тривати десятиліттями. Її кінцева мета — сприяти глобальному використанню та повній конвертованості юаня. Для досягнення цієї мети правовий режим Китаю повинен пройти низку суттєвих реформ у двох аспектах. Глобальне використання юаня значною мірою стосується частки юаня у світовому портфелі резервних валют та у світових платежах. Конвертованість юаня включає можливість конвертувати юань в іноземну валюту та можливість робити протилежне. Примітно, що оскільки Китай стикається з певним тиском відтоку капіталу через уповільнення економіки, конвертованість юаня більше стосується можливості конвертувати юань в іноземну валюту.
Інтернаціоналізація юанів зробила великий стрибок уперед у червні 2007 року, коли китайський банк випустив перші облігації, деноміновані в юанях, у Гонконзі. Відтоді, хоча прогрес залишається повільним, інтернаціоналізація юанів здійснила низку проривів, які привернули міжнародну увагу. Ці прориви включають:
- У червні 2009 року в Гонконзі було створено офшорний кліринговий центр у юанях. Гонконзький кліринговий центр отримав дозвіл на проведення розрахунків у юанях з Гонконгом, Макао та Асоціацією держав Південно-Східної Азії. З липня 2010 року цей дозвіл було поширено на решту світу.
- У вересні 2013 року було створено Китайську (Шанхайську) пілотна зона вільної торгівлі. По суті, це альтернатива залежності від офшорних клірингових центрів у юанях як випробувального майданчика для лібералізованих фінансових ринків та потоків капіталу.
- У вересні та жовтні 2013 року було представлено ініціативу «Пояс і шлях» з метою розвитку інфраструктури та розширення торгівлі Китаю з країнами Азії та Європи. Збільшення двосторонніх інвестицій та торгівлі між Китаєм та цими країнами мало б прискорити інтернаціоналізацію юаня.
- У червні 2014 року в Лондоні було створено офшорний кліринговий центр у юанях. Лондонський кліринговий центр був уповноважений здійснювати розрахунки за світовими угодами в юанях.
- У листопаді 2014 року було запущено Шанхайсько-Гонконзьку фондову мережу (Shanghai-Hong Kong Stock Connect), яка дозволила інвесторам з материкового Китаю торгувати визначеними акціями, що котируються в Гонконзі, а гонконгським інвесторам — інвестувати на Шанхайському фондовому ринку.
- У грудні 2015 року Міжнародний валютний фонд додав юань до кошика спеціальних прав запозичення. Це включення фактично заклало основу для ширшого використання юаня як резервної валюти в усьому світі.
- Станом на 14 травня 2019 року Китай уклав угоди про валютні свопи на загальну суму 3,67 трлн юанів з 38 країнами та регіонами.

## Конвертованість
Юань не є повністю вільно конвертованою валютою. Це означає, що курс юаня формується не під час ринкових торгів, а встановлюється регулятором Народним банком. При цьому юань має прив'язку до деяких іноземних валют. Наприклад, з 1994 року курс був жорстко фіксований і становив 8,27 юаня. Але 2005 році прив'язку виключно до долара визнали недоцільним, і курс юаня стали встановлювати по відношенню до 13 національних грошових одиниць основних торгових партнерів. У кошик входять валюти США, Євросоюзу, Великобританії, Росії, Австралії, Канади, Нової Зеландії, Сінгапуру, Малайзії, Таїланду, Південної Кореї, Японії, Гонконгу.
Перехід на розрахунок на основі кошика дозволив юаню своєчасно та повною мірою реагувати на зміни світового валютного ринку. У той самий час, оскільки основним торговим партнером КНР залишаються США (оборот багаторазово перевищує показники торгівлі з іншими країнами), вплив долара є фактично визначальним.
Хоча юань не є вільно конвертованою валютою. Однак, згідно з вересневою доповіддю Банку міжнародних розрахунків, китайський юань увійшов до десятки найбільш торгованих валют світу (дев'яте місце).

## Використання в інших регіонах
Китайський юань використовується у Гонконзі та Макао, але він там не є єдиним законним платіжним засобом. У Гонконзі основною валютою є гонконгський долар, а в Макао — патака. У цих регіонах юань вільно конвертується і використовується у певних транзакціях, особливо у торгівлі з материковим Китаєм.
Уряд Тайваню вважає, що широке використання юаня може привести до створення тіньової економіки і підірве суверенітет країни. Туристам під час відвідування Тайваню дозволено ввозити до 20 000 юанів. Ці юані мають бути конвертовані в тайванську валюту в пунктах обміну в Мацу і Кінмені. Адміністрація Чень Шуйбяня наполягала на тому, що не дозволить повну конвертацію доти, доки Китай не підпише двосторонню угоду про валютні розрахунки, хоча президент Ма Інцзю, який обіймав цю посаду у 2008—2016 роках, прагнув дозволити повну конвертацію якнайшвидше.
Юань має обіг у деяких сусідніх з Китаєм країнах, таких як Пакистан, Монголія і північний Таїланд. У Камбоджі і Лаосі юань використовується як офіційна валюта, а у М'янмі дозволяється його використання лише прикордонних провінціях (Ва і Коканг), а також у таких економічних зонах, як Мандалай. У В'єтнамі, хоча й неофіційно, але дозволяється обмін юаня на донг. 2017 року в Індонезії перебувало в обігу 215 мільярдів юанів. 2018 році Банк Індонезії та Банк Китаю уклали двосторонню угоду про валютний своп, яка спростила ділові операції, і 2020 року близько 10 % світової торгівлі Індонезії здійснювалося в юанях.
За межами материкового Китаю з 2007 року випускаються облігації, номіновані в юанях; у розмовній мові їх називають «дімсам-облігаціями». У квітні 2011 року в Гонконзі відбулося перше первинне розміщення акцій у юанях, коли китайський інвестиційний фонд нерухомості Hui Xian REIT залучив 10,48 млрд єн (1,6 млрд доларів) під час IPO. Пекін дозволив розвиток фінансових ринків, номінованих у юанях, у Гонконзі в рамках зусиль з інтернаціоналізації юаня. В Індонезії випуск облігацій у юанях обмежений (менше 1 %).